# Compagnia di Gesù

L'emblema dell'ordine: un disco raggiante e fiammeggiante caricato dalle lettere IHS, il monogramma di Gesù. La lettera H è sormontata da una croce patente dal piede aguzzo; in punta, i tre chiodi della Passione, posti in banda, in palo e in sbarra e ordinati in fascia.

La Compagnia di Gesù, o gesuiti (in latino Societas Iesu; sigla S.I., o anche d.C.d.G.), è un istituto religioso maschile di diritto pontificio.
L'ordine, composto da chierici regolari, fu fondato da Ignazio di Loyola che, con alcuni compagni, nel 1534 a Parigi fece voto di predicare in Terra santa (progetto abbandonato nel 1537) e di porsi agli ordini del papa: il programma di Ignazio fu approvato da papa Paolo III con la bolla Regimini militantis Ecclesiae (27 settembre 1540).
Espulso da vari paesi europei nella seconda metà del XVIII secolo, l'ordine fu soppresso e dissolto da papa Clemente XIV nel 1773 (la Compagnia sopravvisse però nei territori cattolici della Russia, perché la zarina Caterina II non concesse l'exequatur al decreto papale di soppressione); fu ricostituito da papa Pio VII nel 1814.
I gesuiti osservano il voto di totale obbedienza al papa e sono particolarmente impegnati nelle missioni e nell'educazione.
Il 13 marzo 2013 è stato eletto papa Francesco (Jorge Mario Bergoglio), il primo pontefice proveniente dalla Compagnia di Gesù.

## Le origini

### Il fondatore

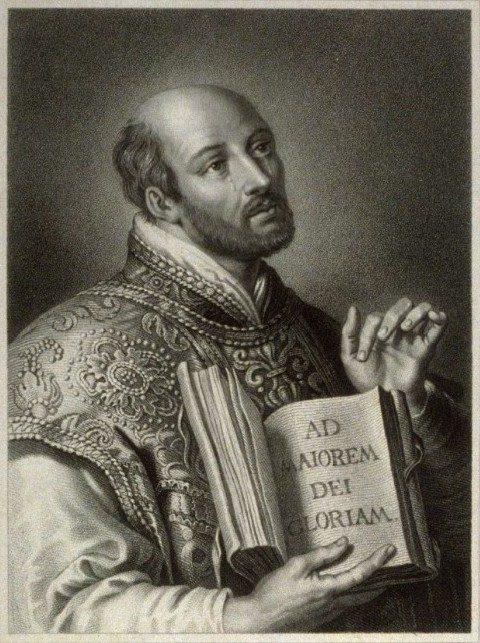
Ignazio di Loyola in un'incisione di William Holl

Íñigo López de Loyola nacque, ultimo di tredici figli, attorno al 1491 da una nobile famiglia basca. A tredici anni fu inviato ad Arévalo come paggio del primo tesoriere di Ferdinando II d'Aragona, Juan Velázquez de Cuéllar, e nel 1517 si arruolò nelle truppe del viceré di Navarra, il duca di Nájera Antonio Manrique de Lara, prendendo parte alle guerre di Carlo V contro Francesco I: durante la difesa di Pamplona, assediata dai francesi, fu colpito da una palla di cannone che gli sfracellò la gamba destra e gli ferì la sinistra, costringendolo a claudicare per tutta la vita.
Durante il periodo di convalescenza nel castello di Loyola, che trascorse leggendo la Vita Christi di Ludolfo di Sassonia e la Legenda Aurea di Jacopo da Varazze, maturarono in lui i germi di una profonda crisi spirituale e si convertì: deciso a recarsi in pellegrinaggio a Gerusalemme, sostò presso il monastero benedettino di Montserrat e, trascorsa una notte in preghiera davanti all'immagine della Madonna nera, depose le sue armi ai piedi dell'immagine sacra e prese l'abito e il bastone da pellegrino. Si diresse quindi a Manresa, dove rimase un anno, vivendo ricche esperienze interiori: lesse l'Imitazione di Cristo, testo a cui rimase legato per tutta la vita e cominciò a cercare la pace dell'anima attraverso opere straordinarie di penitenza, poi ritrovò la serenità d'animo e attenuò le sue austerità; durante il soggiorno a Manresa cominciarono a prendere forma gli elementi essenziali dei suoi Esercizi spirituali.
Nel 1523 raggiunse Venezia e si imbarcò per Gerusalemme, dove visitò i luoghi santi. Dovette però abbandonare il progetto di stabilirsi in Palestina per il divieto di soggiorno impostogli dai frati francescani dalla Custodia di Terra Santa. Tornato in Spagna con il desiderio di abbracciare il sacerdozio, riprese gli studi a Barcellona, poi presso l'università di Alcalá dove, per il suo misticismo, fu sospettato di essere un alumbrado e fu tenuto in carcere dall'Inquisizione per quarantadue giorni. Si trasferì quindi a Salamanca e poi, per completare la sua formazione, a Parigi, dove arrivò il 2 febbraio 1528.
A Parigi Íñigo cominciò a farsi chiamare Ignazio, che pensava essere una variante del suo nome: in realtà, Íñigo era la forma basca del nome Innico o Enecone, che gli era stato imposto in omaggio a sant'Enecone, abate benedettino di Oña, il cui culto era particolarmente sentito nella sua terra.

#### I primi compagni di Ignazio

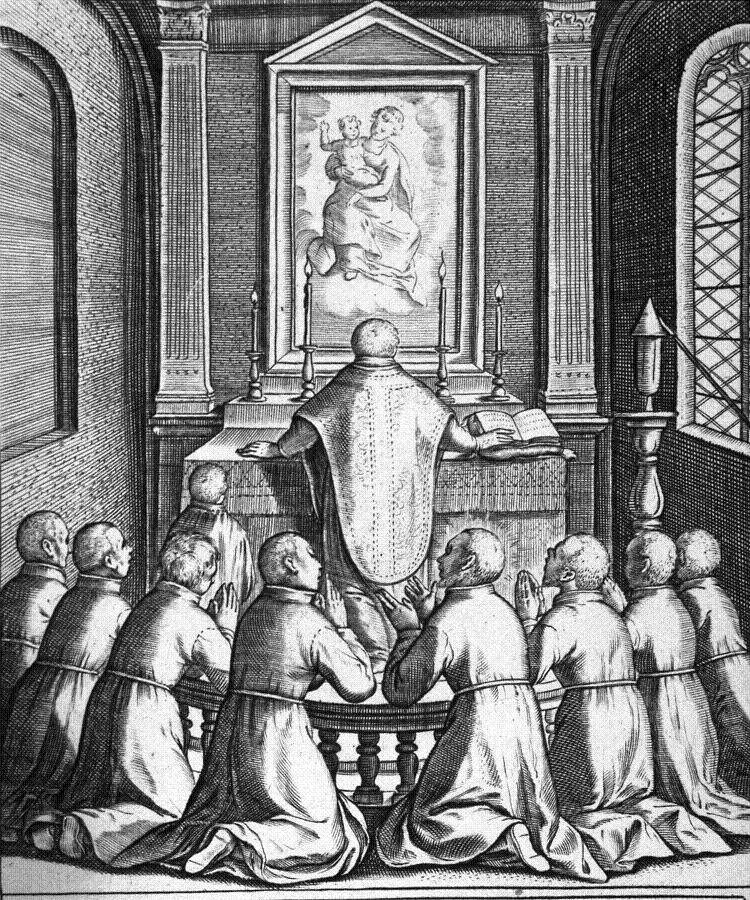
Il voto di Montmartre

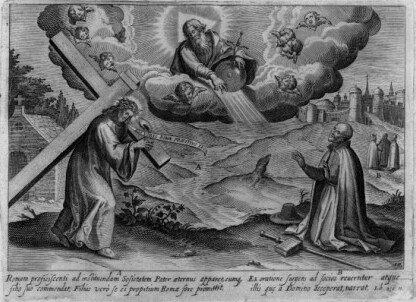
Dio Padre e Cristo con la Croce appaiono a Ignazio presso La Storta. Incisione di Jean LeClerc

Iscrittosi al Collège Saint-Barbe, ebbe come compagni di stanza Pietro Favre, figlio di un umile pastore della Savoia, e Francesco Saverio, di nobile famiglia della Navarra; nel 1533 incontrò Diego Laínez e Alfonso Salmerón, anch'essi spagnoli e provenienti dall'università di Alcalá che, essendo appena giunti in Francia e non conoscendo bene la lingua del posto, si legarono molto a lui. Nel 1534 si unirono al gruppo di compagni di Ignazio il portoghese Simão Rodrigues e lo spagnolo Nicolás Bobadilla, che aveva studiato teologia e filosofia ad Alcalá e Valladolid.
Favre fu ordinato sacerdote agli inizi del 1534. Il 15 agosto 1534 (festa dell'Assunzione di Maria), nella cripta sorta sul luogo tradizionale del martirio di san Dionigi e dei suoi compagni a Montmartre, Favre celebrò l'eucaristia e, prima della comunione, accolse i voti di Ignazio, Saverio, Laínez, Salmerón, Rodrigues e Bobadilla; poi pronunciò i suoi voti e si comunicò. Non si conosce il testo della formula del voto emesso dai compagni, ma doveva trattarsi di quelli di povertà, di recarsi a Gerusalemme e mettersi a disposizione del papa (la promessa di castità era implicita, essendo tutti aspiranti al sacerdozio).
Prima di partire da Parigi per Gerusalemme, ai sei si unirono tre francesi, Claude Jay, Paschase Broët e Jean Codure, e giunti a Venezia per imbarcarsi si aggregò alla comunità anche il prete andaluso Diego Hoces.

### La nascita dell'ordine
Poiché imbarcarsi per la Palestina in inverno non era possibile, i compagni trascorsero l'attesa lavorando gratuitamente presso gli ospedali veneziani degli Incurabili e dei Santi Giovanni e Paolo; si recarono poi a Roma, dove furono accolti favorevolmente da papa Paolo III, che benedisse il loro pellegrinaggio, donò loro del denaro per pagarsi il viaggio e diede a tutti il permesso di farsi ordinare sacerdoti da un vescovo a loro scelta (fino ad allora, solo Favre e Hoces erano preti).
I compagni emisero i voti di povertà e castità nelle mani di Girolamo Verallo, legato pontificio a Venezia; Ignazio (assieme a Saverio, Laínez, Rodrigues, Bobadilla e Codure) fu ordinato sacerdote il 24 giugno 1537 da Vincenzo Nigusanti, vescovo di Arbe in Dalmazia, nella cappella privata della residenza del presule a Venezia. Subito dopo si divisero in gruppi di due o tre individui e si stabilirono in diverse città (Verona, Vicenza, Treviso, Monselice, Bassano) dove si dedicarono alla predicazione per le strade, vivendo di elemosina e alloggiando dove capitava. Avvicinandosi l'inverno, il gruppo si riunì a Vicenza e, preso atto che il desiderato viaggio a Gerusalemme non era fattibile, decisero di stabilirsi in nuove città (soprattutto universitarie, dove avrebbero potuto trovare nuovi giovani aspiranti a unirsi alla comunità).
Prima di lasciarsi, decisero di chiamarsi Compagnia di Gesù, perché Cristo era il loro unico modello, colui a cui essi dedicavano tutta la vita. Il termine compagnia era molto utilizzato nel nome delle confraternite e di altre società ecclesiastiche: diversamente da quanto tradizionalmente si ritiene (anche gli storici gesuiti Jerónimo Nadal e Juan Alfonso de Polanco sposarono l'idea) la parola "compagnia" non fu adottata per la sua connotazione militare. Pur mantenendo il nome ufficiale di Compagnia di Gesù, i membri dell'ordine adottarono il nome di "gesuiti" (termine utilizzato già da Ludolfo di Sassonia per indicare quelli che sono stati "salvati dal Signore"), per la devozione del fondatore al nome di Gesù dopo la visione di La Storta nel 1537.
Nel novembre del 1537, Ignazio, Favre e Laínez si recarono nuovamente a Roma. Secondo la tradizione, presso La Storta, a nove miglia dalla città, Ignazio ebbe una delle sue più celebri esperienze mistiche: ricevette la visione di Dio Padre insieme a Cristo con la Croce, che lo invitavano a essere loro servo e gli assicuravano sostegno a Roma. Paolo III accolse calorosamente i gesuiti e diede a Favre e Laínez l'incarico di insegnare teologia e sacre scritture alla Sapienza. I tre divennero celebri dando gli Esercizi spirituali, predicando per l'avvento e la quaresima in Trinità dei Monti e per le strade e assistendo la popolazione colpita dalla carestia.

#### L'approvazione pontificia

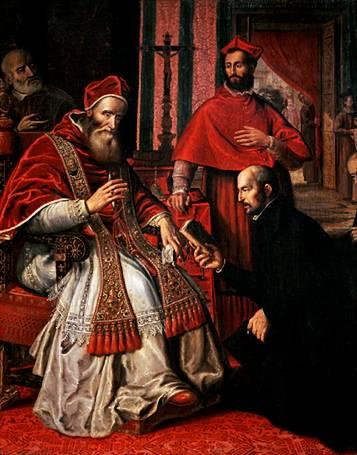
Il 3 settembre 1539 Paolo III approva oralmente la Formula instituti di Ignazio

Ignazio e i compagni cominciarono a essere richiesti dagli alti prelati della Curia che diedero loro incarichi importanti (il cardinale Carafa affidò loro la riforma di alcuni monasteri). Crescendo la loro importanza, nei primi mesi del 1539 i membri della Compagnia si riunirono spesso per discutere del futuro della comunità e il 15 aprile, durante una messa presieduta da Favre, furono interrogati sulla loro disponibilità ad andare a costituire un ordine e a farne parte. Le loro discussioni si protrassero fino al 24 giugno e portarono alla stesura dei "Cinque capitoli", il testo base della Formula instituti.
La Formula, approvata da Paolo III il 3 settembre 1539, conteneva i principali fondamenti della Compagnia: il carattere apostolico, il fine di far progredire gli uomini nella fede e nella cultura religiosa, la povertà, l'obbedienza alla Santa Sede e al preposito, l'abolizione degli uffici corali, la promessa di recarsi ovunque il papa avesse indicato.
Il testo fu sottoposto all'esame di una commissione di cardinali. Gasparo Contarini appoggiò incondizionatamente la formula; Girolamo Ghinucci, vedendo nell'abolizione del coro una concessione al luteranesimo, manifestò forti riserve; Bartolomeo Guidiccioni, ostile al clero regolare, cercò di ostacolare la nascita dell'ordine. Alla fine la commissione diede il suo parere favorevole, ma Guidiccioni concesse il suo voto favorevole solo in cambio dell'imposizione alla Compagnia di un limite massimo di sessanta membri (all'epoca, i gesuiti erano circa venti). Papa Paolo III concesse l'approvazione pontificia con la bolla Regimini militantis Ecclesiae del 27 settembre 1540.
La Compagnia di Gesù divenne un ordine riconosciuto dalla legge canonica: Ignazio fu eletto all'unanimità preposito generale e il 22 aprile 1541, nella basilica di San Paolo fuori le mura, il fondatore e i suoi compagni pronunciarono i loro voti solenni. Il limite di sessanta membri fu abolito nel 1544 (bolla Iniunctum nobis) e il 21 luglio 1550, con la bolla Exposcit debitum, l'ordine fu confermato da papa Giulio III.

### I primi successori di Ignazio
Ignazio morì nel 1556; a causa di un conflitto tra papa Paolo IV e il re di Spagna Filippo II, il suo successore alla guida della Compagnia fu eletto solo nel 1558 nella persona di Diego Laínez, al quale succedettero Francesco Borgia (nel 1565), Everardo Mercuriano (nel 1573) e Claudio Acquaviva (nel 1581).
Sotto il loro governo l'ordine crebbe rapidamente fino a superare i 10.000 membri: i teologi gesuiti svolsero un'importante attività come consiglieri di cardinali (al concilio di Trento) e accompagnatori di nunzi durante le diete imperiali o i colloqui di religione (al sinodo di Poissy); i missionari della Compagnia ebbero un ruolo determinante nel contrasto alla diffusione delle dottrine protestanti e nella "ricattolicizzazione" dei paesi dell'Europa centro-orientale dove si era diffuso il luteranesimo (fu determinante il ruolo di Pietro Canisio, il cui catechismo fu utilizzato a lungo come testo base per l'insegnamento della dottrina cattolica nei paesi di lingua tedesca).
I missionari gesuiti penetrarono in Irlanda e Inghilterra (dove Ogilvie e Campion subirono il martirio); proseguirono l'opera cominciata da Francesco Saverio nell'Estremo Oriente (Valignano, Ricci, Schall, Verbiest) e cominciarono a propagare il cattolicesimo nelle Americhe.
I teologi della Compagnia furono però protagonisti di aspri conflitti dottrinali (la disputa di Luis de Molina con i domenicani sul rapporto tra grazia e libero arbitrio; la controversia dei riti cinesi; l'accusa di lassismo rivolta ai gesuiti dai giansenisti) che si trascinarono fino al XVIII secolo.
L'ordinamento degli studi seguito dai gesuiti nei loro collegi (definitivamente fissato da Acquaviva con la pubblicazione della Ratio studiorum del 1599) esercitò una grande influenza in campo educativo.
La rapida crescita dell'ordine si arrestò sotto il generalato di Muzio Vitelleschi, successore di Acquaviva, che si adoperò a favore della pacificazione interna e sotto il cui governo si celebrò il centenario della fondazione della Compagnia.

## Il ministero dei gesuiti

### La cura d'anime

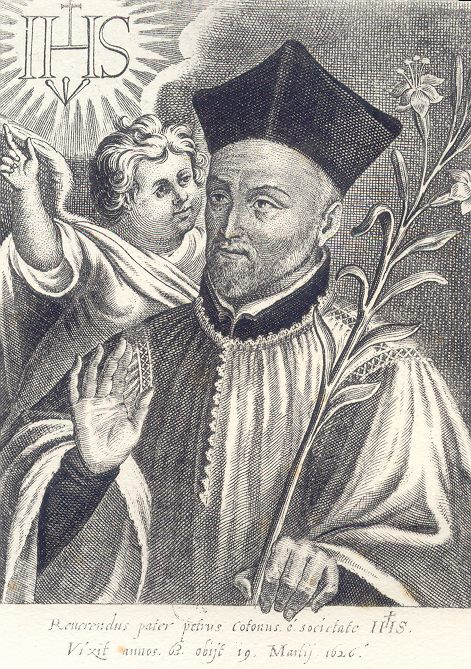
Pierre Coton, confessore di Enrico IV

Tra i ministeri ai quali dovevano attendere i gesuiti la Formula del 1550 citava (insieme alla catechesi, alla predicazione, alle lezioni sacre e al servizio della parola di Dio) la "consolazione spirituale dei credenti, con l'ascoltarne le confessioni e con l'amministrazione degli altri sacramenti".
I gesuiti, del tutto indifferenti alle questioni sollevate dai protestanti sulle origini e sulla forma del sacramento della penitenza, promossero il ricorso frequente alla confessione. Diffusero anche la pratica della confessione generale, raccomandata dagli Esercizi spirituali, ovvero la revisione di tutta la propria vita fatta con un confessore al fine di raggiungere una migliore conoscenza di sé stessi e cominciare un nuovo modo di vita.

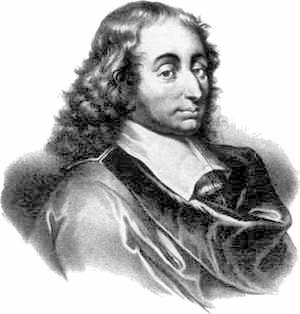
Blaise Pascal accusò i gesuiti di lassismo morale

La legislazione riguardante la confessione era estremamente intricata e l'assoluzione da alcuni peccati era riservata ai vescovi o alla Santa Sede. Nel 1545 papa Paolo III concesse ampi privilegi alla Compagnia in materia di assoluzione: papa Giulio III nel 1552 concesse ai gesuiti la facoltà di assolvere i penitenti addirittura dal peccato di eresia.
In connessione con l'aumento dello spazio riservato al sacramento della penitenza, i gesuiti affrontarono sempre più largamente lo studio dei casi di coscienza (casuistica): la casuistica nacque come riflessione su quello che, nelle varie circostanze concrete, poteva essere ritenuto l'orientamento morale più corretto. Per giudicare la colpevolezza di un atto, i gesuiti privilegiarono la teoria del "probabilismo": vi era una molteplicità di opinioni su quello che doveva essere il modo giusto di agire in una determinata situazione e il confessore poteva sceglierne una probabile (non necessariamente la più probabile) se questa era favorevole al penitente.
A questa morale, ritenuta "lassista", i giansenisti ne contrapponevano una estremamente rigorista, che arrivava a rifiutare l'assoluzione ai fedeli fino alla loro totale e irrevocabile conversione. Blaise Pascal si inserì nella polemica tra gesuiti e giansenisti nelle sue Le provinciali, accusando i primi di tradire i principi eterni della morale evangelica e compromettere i veri interessi della religione adattandoli disinvoltamente ai vizi del secolo. Le Lettres conobbero una grande diffusione e suscitarono un acceso dibattito: in un testo di autore anonimo pubblicato a Venezia nel 1698 (Lettere d'un direttore) si affermava che l'accusa di lassismo mossa alla morale gesuita era contraddetta dalla "severa virtù" che era possibile constatare nei penitenti della Compagnia e nel fatto che molti fuggissero la loro direzione spirituale ritenendola troppo rigorosa.
La Compagnia di Gesù si specializzò nella direzione spirituale di personaggi di rango elevato, anche di sovrani (Pierre Coton, François Annat e La Chaise furono confessori dei re di Francia Enrico IV e Luigi XIV).

### Le opere di carità
Se nella versione della Formula del 1540, tra le opere di carità cui intendevano dedicarsi i gesuiti, comparivano solo l'insegnamento del catechismo e l'ascolto delle confessioni, in quella del 1550 furono inseriti anche la riconciliazione dei litiganti e il servizio ai carcerati e ai malati negli ospedali.
Chiamati a predicare e a confessare nelle zone più remote delle penisole italiana e iberica, i gesuiti le trovavano spesso sconvolte da lotte tra fazioni rivali e faide sanguinose che infuriavano da anni: i padri organizzavano nelle chiese vere e proprie liturgie di riconciliazione alle quali venivano invitati gli esponenti dei gruppi in lotta e, dopo la predica, venivano invitati a perdonarsi reciprocamente. L'azione pacificatrice era rivolta anche agli sposi separati e a comporre dispute, per esempio, tra monaci e clero secolare.
L'opera di assistenza agli ammalati, molto importante alle origini, cominciò a declinare quando i gesuiti cominciarono a specializzarsi nell'insegnamento (sotto il generalato di Laínez). Il ministero dei prigionieri, ai quali i religiosi offrivano grosso modo gli stessi servizi offerti agli ammalati, continuò perché i carcerati non richiedevano cure continue come gli ammalati e il loro servizio era quindi compatibile con l'insegnamento. I prigionieri erano in massima parte debitori o detenuti in attesa di processo, quindi non criminali recidivi. Nelle prigioni i gesuiti predicavano, confessavano e insegnavano il catechismo, distribuivano le elemosine raccolte per i detenuti; spesso trattavano con i creditori e con le autorità per ottenere la mitigazione o la sospensione delle condanne.
Nel 1543 Ignazio fondò a Roma la Casa di Santa Marta, per aiutare le prostitute desiderose di abbandonare il loro mestiere a reinserirsi nella società, e anche altrove i gesuiti si impegnarono in vari modi in tale ministero. Nel 1546 fu anche creato il conservatorio delle Vergini Miserabili, presso la chiesa di Santa Caterina dei Funari, dove alle figlie delle prostitute veniva fornita un'educazione e una dote: istituzioni simili furono promosse dai gesuiti a Venezia (conservatorio delle Vergini Periclanti) e Firenze (istituto delle Fanciulle della Pietà).
L'impegno dei gesuiti fu notevole anche in favore degli ebrei e dei musulmani convertiti al cattolicesimo (Ignazio fu tra i primi a consentire a moriscos e marranos l'accesso a un ordine religioso).

### L'attività educativa

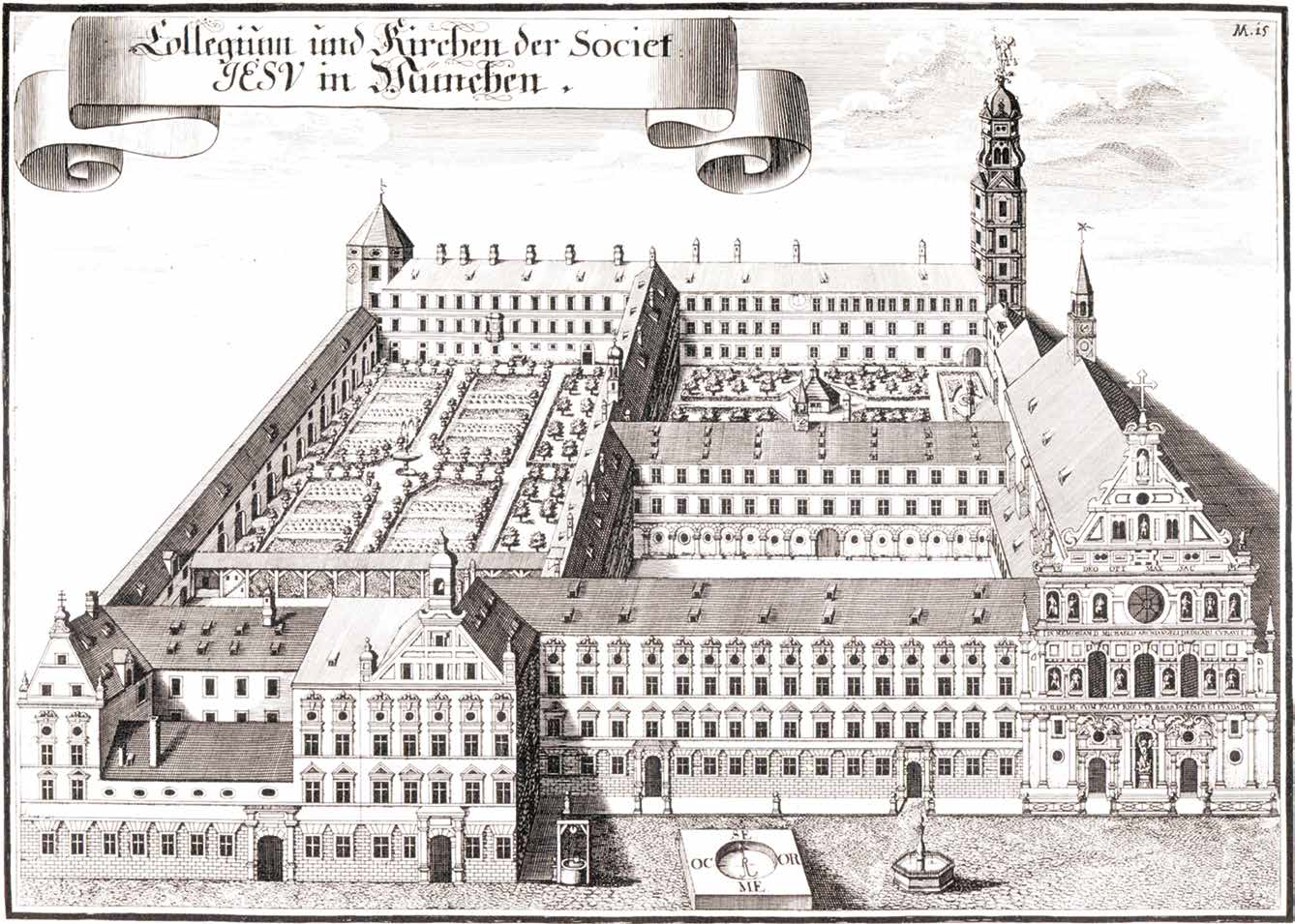
Il collegio gesuita di Monaco di Baviera

Diego Laínez e Pierre Favre furono i primi gesuiti a dedicarsi all'insegnamento (ricevettero l'incarico da Paolo III nel 1537); Jay nel 1543 ottenne una cattedra a Ingolstadt e nel 1545 Rodríguez divenne precettore dei figli di Giovanni III del Portogallo.
Tra il 1540 e il 1544 furono creati dei collegi per la formazione dei futuri membri dell'ordine a Parigi, Lovanio, Colonia, Padova, Alcalá, Valencia e Coimbra: queste istituzioni erano semplici residenze, senza attività didattiche, destinate a dare alloggio agli scolastici che studiavano presso le locali università.
Il ministero dell'insegnamento, inizialmente non previsto dal fondatore, si sviluppò fino a divenire una delle principali attività dell'ordine e uno dei principali strumenti della sua diffusione.

#### I collegi di Gandía e Messina

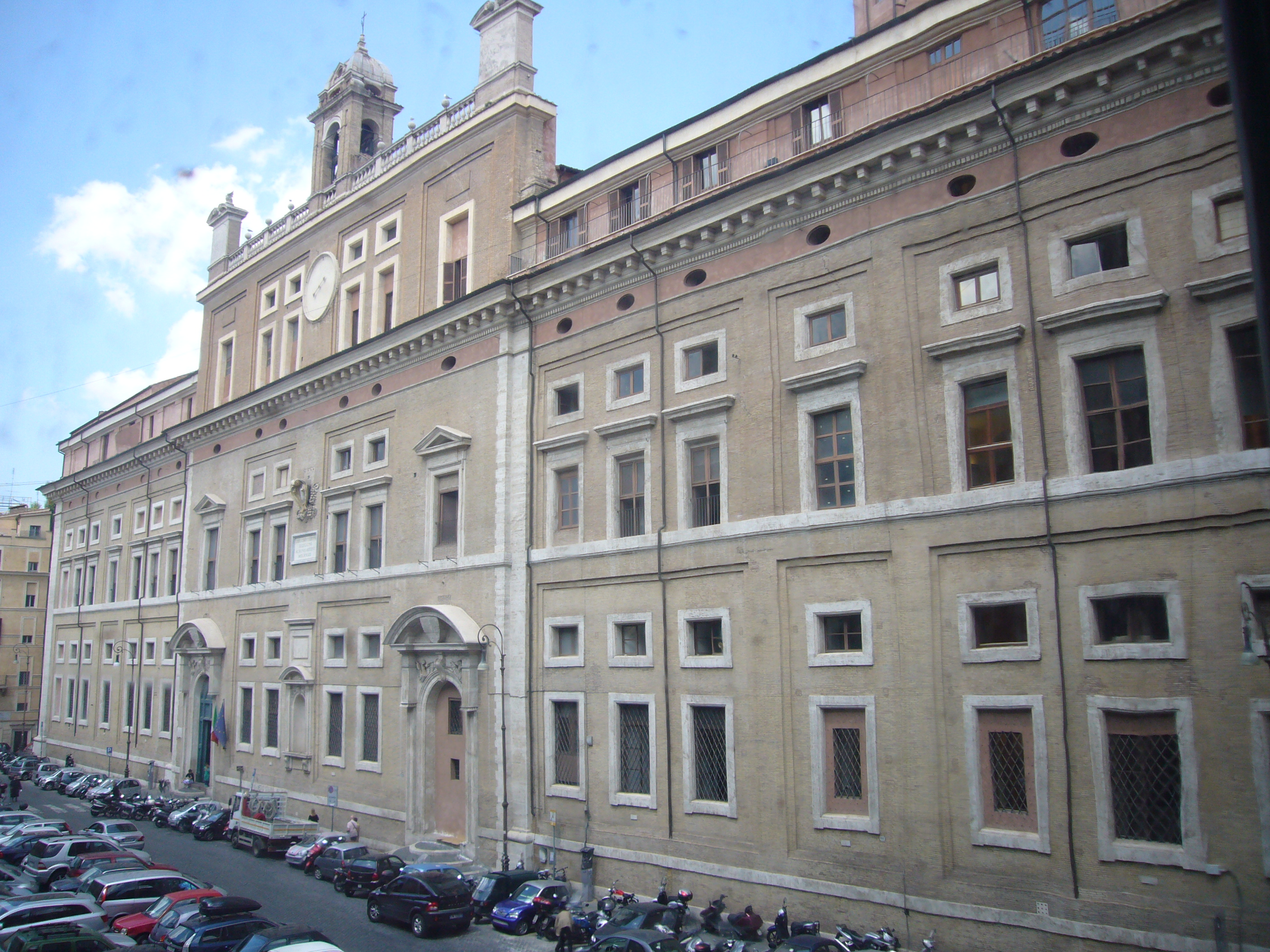
L'antica sede del Collegio Romano

Nel 1544 Francesco Borgia, che aveva già contribuito alla nascita del collegio di Valencia, ottenne da Paolo III il permesso di fondare un collegio a Gandía: fu il primo collegio in cui i gesuiti impartivano anche l'insegnamento e dove erano ammessi anche studenti non destinati a entrare nella Compagnia (nelle intenzioni di Borgia, era destinato all'educazione dei figli dei moriscos).
Essendo venuto al corrente di quello che era accaduto a Gandía, Jerónimo Doménech pensò di fondare un collegio a Messina, dove aveva trovato un'immensa ignoranza nel clero: fece interessare all'iniziativa anche Eleonora Osorio, moglie del viceré di Sicilia, e il 19 dicembre 1547 le autorità cittadine chiesero a Ignazio l'invio di insegnanti, ai quali si garantiva cibo, vestiario e alloggio.
Dopo l'apertura del collegio di San Niccolò a Messina (1548), il senato di Palermo chiese a Ignazio l'apertura di un collegio anche nella capitale siciliana; in breve tempo, la Compagnia si mise all'opera per aprire collegi a Napoli, Venezia e Colonia. Il 22 febbraio 1551, con il sostegno economico del duca di Gandía, fu aperto il Collegio Romano.

#### La Ratio studiorum

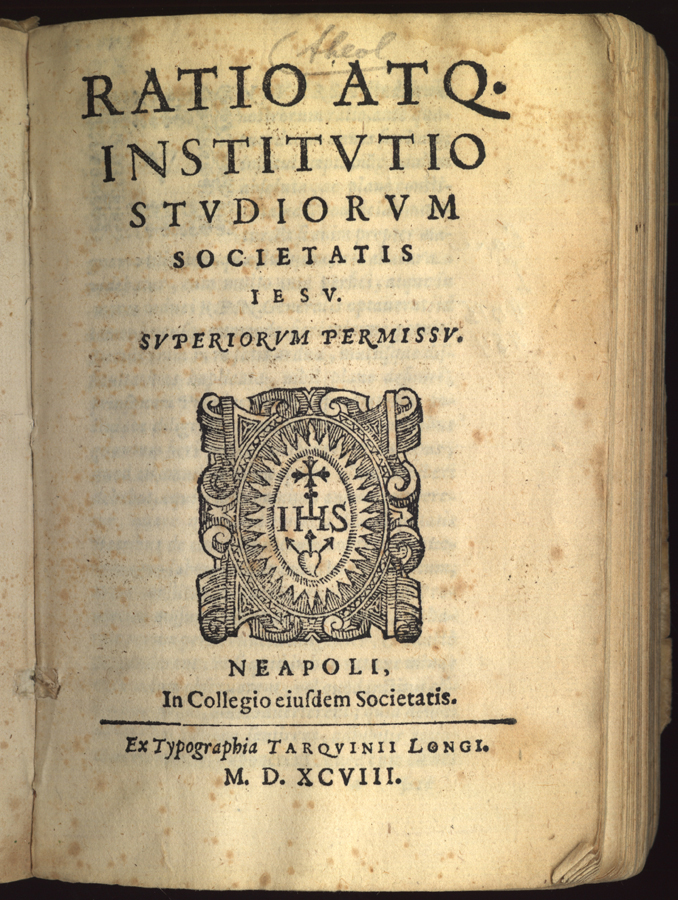
Frontespizio della prima edizione della Ratio studiorum

Le scuole divennero strumenti per confermare i cattolici dubbiosi, per ottenere la conversione dei giovani dal protestantesimo e influire sui loro genitori. I collegi divennero in breve il centro principale di tutti i ministeri gesuitici: a questi era collegata una chiesa in cui scolastici e docenti della Compagnia svolgevano i loro consueti ministeri.
A partire dalla fondazione dei primi collegi, negli anni quaranta e cinquanta del Cinquecento, fu elaborata la Ratio atque institutio studiorum Societatis Iesu, messa a punto da una commissione tra il 1581 e il 1599, anno della sua pubblicazione. Questo manuale sul metodo educativo e l'ordinamento delle scuole, composto da 463 regole, codificava un metodo pedagogico imperniato sull'insegnamento del latino e dei classici, emulazione tra studenti e severa disciplina.
Le caratteristiche che portarono al successo dei collegi gesuiti e imposero un nuovo stile di educazione furono la gratuità, l'apertura a studenti di tutte le classi sociali (almeno in linea di principio), l'insegnamento delle "umane lettere" unito a quello delle scienze, la divisioni in classi con insegnanti propri e la progressione da una classe all'altra in base a obiettivi curricolari predefiniti, l'adozione di un programma chiaro e coerente.
I collegi, diversamente dalle case professe, che non potevano possedere beni, erano dotati di rendite e benefattori: si specializzarono nell'educazione dei giovani di nascita aristocratica e alto borghese e i gesuiti si specializzarono nella formazione delle classi dirigenti. I collegi della Compagnia erano 48 nel 1556, 144 nel 1580 e nel 1640 521.

## Le missioni
I gesuiti non solo contribuirono ad arrestare il diffondersi del protestantesimo nell'Europa centrale, ma già durante la vita di Ignazio intrapresero anche intensa attività missionaria nei paesi da poco scoperti.

### Le missioni estere

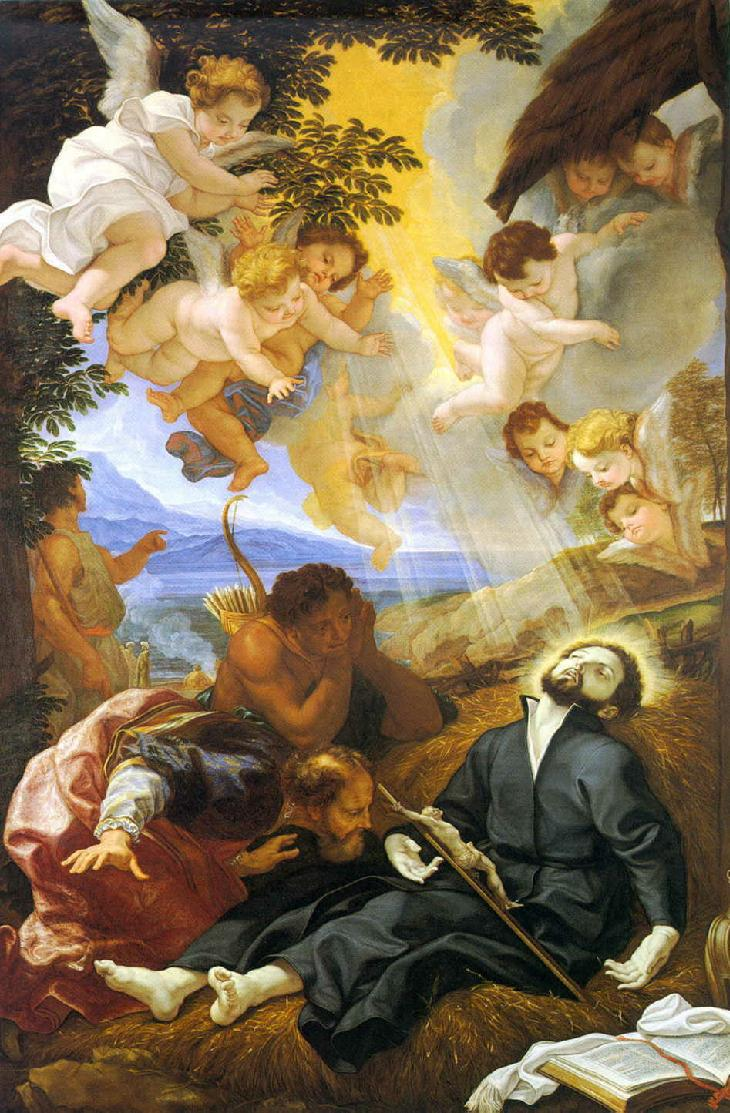
La morte di san Francesco Saverio: dipinto del Baciccia

#### L'apostolo delle Indie
L'impegno missionario della Compagnia fu conseguenza del desiderio del re di Portogallo Giovanni III di evangelizzare le popolazioni nei suoi domini d'oltremare. Il sovrano si rivolse a Ignazio che decise di inviare in Portogallo Rodrigues e Bobadilla: poiché Bobadilla era indisposto, lo sostituì Francesco Saverio. Rodrigues rimase a Lisbona per impiantarvi la Compagnia, mentre Saverio partì dalla capitale portoghese il 7 aprile 1541 insieme a due compagni (un prete romano e un seminarista portoghese) sulla nave Santiago; giunse a Goa il 6 maggio 1542.
I primi destinatari dell'opera di Francesco Saverio furono i pescatori di perle della zona di capo Comorin, per i quali tradusse in tamil le principali preghiere cristiane; dopo due anni tornò a Goa, dove fu raggiunto da altri confratelli, e trascorse i successivi quattro anni in viaggi di ricognizione che lo portarono fino nelle Molucche. Il 15 agosto 1549 sbarcò in Giappone, dove riuscì a stabilire contatti con la classe colta e arrivò a convertire alcune migliaia di indigeni.
Francesco infine cercò, inutilmente, di penetrare in Cina, ma morì sull'isola di Sancian il 3 dicembre 1552.

#### India
Dopo la morte di Francesco Saverio, che aveva fondato la provincia indiana della Compagnia con sede a Goa (alla quale si aggiunse poi quella di Cochin o Malabar), l'apostolato missionario dei gesuiti in India si rivolse particolarmente a tre terre che si erano mostrate ricche di prospettive per l'attecchimento del cattolicesimo: il regno del gran mogol, che si estendeva da Kabul, all'Iran, al Bengala meridionale, il Malabar, nel sud-ovest della penisola indiana, e la regione attorno alla città di Madurai.
Il gran mogol Akbar nel 1579 inviò un'ambasceria ai gesuiti invitandoli a corte per esporre i principi del cristianesimo. La Compagnia inviò tre missionari: Rodolfo Acquaviva, nipote di Claudio, Francisco Henriquez, un persiano convertito al cattolicesimo dall'Islam, e il catalano Antoni de Montserrat (Antonio de Monserrate in spagnolo). I tre lasciarono Goa diretti a Fatehpur, capitale dell'impero del gran mogol, il 17 novembre 1579. Acquaviva rimase presso Akbar per quattro anni ma, nonostante la grande stima che riuscì a guadagnarsi, non suscitò la conversione del sovrano e nel 1583 fu richiamato a Goa (morì martire qualche anno dopo, ucciso dagli indù a Salsette). Nel 1584 Akbar invitò a corte altri gesuiti: la missione fu guidata da Gerolamo Saverio, pronipote di Francesco, che rimase presso il sovrano per oltre trent'anni accompagnandolo nei suoi lunghi viaggi attraverso il suo vasto impero. Le speranze di convertirlo, comunque, andarono deluse.
Nella penisola di Malabar esisteva un'antica comunità cristiana, che la tradizione faceva risalire alla predicazione dell'apostolo Tommaso: le loro pratiche rituali erano sensibilmente diverse da quelle latine (vigeva l'uso della saliva e dell'insufflazione durante il battesimo) a causa della vicinanza con i caldei della Mesopotamia, la loro dottrina si era tinta di nestorianesimo. Il mantenimento di tali usi, sostenuto dai gesuiti, fu duramente contestato da altri missionari e portò alla nascita della questione dei riti malabarici. Papa Benedetto XIV, con il documento Omnium sollecitudinem del 13 settembre 1744, condannò i riti malabarici: molti cristiani indiani secessionarono e divennero giacobiti. Per la prima volta dall'arrivo dei gesuiti in India, il numero dei cattolici cominciò a diminuire.
Nel 1606 il gesuita Roberto de Nobili fu inviato come missionario a Madurai. Imparò presto la lingua tamil e i costumi locali: essendo di nobile nascita, si presentò come rajah e, diversamente da quanti lo avevano preceduto, godette di grande rispetto. Conoscendo l'alta considerazione in cui erano tenuti gli asceti sannyasin, adottò il loro stile di vita: vestì un abito ocra, si fece un segno sulla fronte e cominciò a nutrirsi di riso, frutta ed erbe; imparò il sanscrito e studiò i veda. Nel 1611 aveva convertito oltre 150 indiani. I superiori di de Nobili denunciarono come forieri di superstizione i suoi metodi, ma papa Gregorio XV, con la costituzione Romanae sedis del 31 gennaio 1623, sostenne il missionario. De Nobili rivolse quindi le sue attenzioni ai paria, i senza casta: si servì del gesuita Baltasar de Costa, che attraversò i regni di Madurai, Tanjore e Sathyamangalam vestito di una tunica gialla e con degli orecchini d'oro e riuscì a battezzare oltre 2.500 adulti, soprattutto delle classi contaminate.

#### Giappone

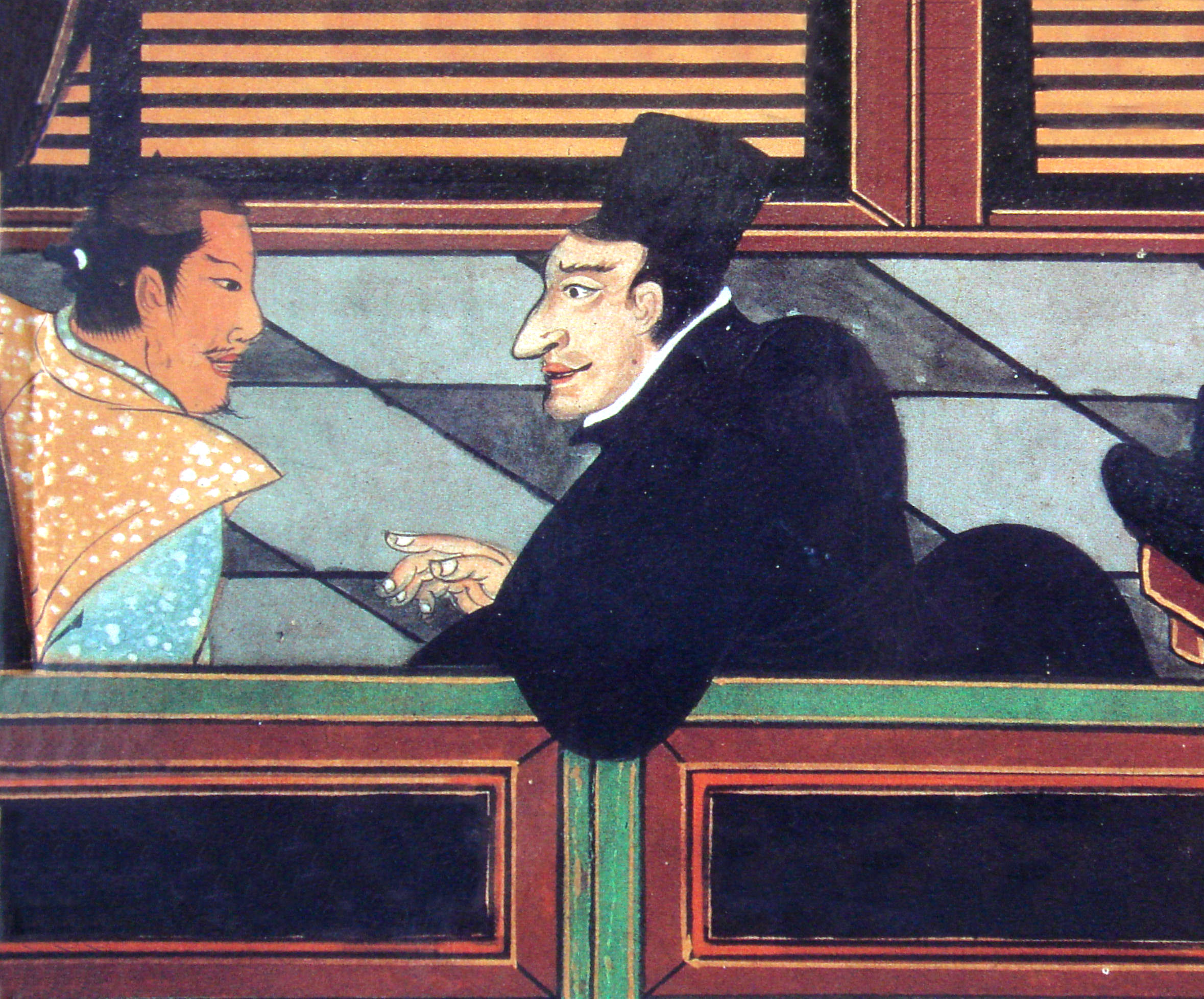
Un nobile giapponese a colloquio con un gesuita

Tornando dal viaggio alle Molucche, Francesco Saverio aveva conosciuto Yajiro, nativo del Giappone, che gli aveva parlato del suo paese: Yaijro fu battezzato con il nome di Paolo della Santa Fede e nel 1549 partì con il Saverio e altri gesuiti per Kagoshima, capitale del Giappone meridionale, dove fu fondata una missione e furono operate circa duecento conversioni. Nel 1550 Francesco si presentò, con le credenziali di ambasciatore del re di Portogallo, a Ōuchi Yoshitaka, potente daimyō di Yamaguchi, recandogli numerosi doni (orologi, occhiali, carillon, vino): il daimyō accolse benevolmente i gesuiti, concesse loro di predicare il cristianesimo e mise a loro disposizione un tempio buddhista abbandonato, che divenne loro quartier generale.
Francesco Saverio aveva molta stima dei giapponesi, che considerava "un popolo di moralità eccellente [...] buono e senza malizia". Arrivò a credere che il Giappone rappresentasse il campo di missione più promettente dell'Oriente e, conoscendo la grande stima che quel popolo aveva per la cultura cinese, pensò di dedicarsi all'evangelizzazione della Cina sperando che questa avrebbe facilitato le conversioni anche in Giappone. Fu questo a spingere Saverio a lasciare il Giappone e a tentare di entrare in Cina.
Nel 1579 i battezzati giapponesi erano circa 150.000: molti, però, si erano convertiti per interesse economico, per prendere parte al commercio con i portoghesi; ad altri il battesimo era stato imposto ai sudditi dai principi locali (il daimyō di Ōmura, che abbracciò il Cristianesimo nel 1563, aveva imposto la conversione ai suoi oltre 20.000 sudditi; lo stesso accadde nei feudi di Amakusa e Bungo).
Il consolidamento della Compagnia in Giappone è dovuto ad Alessandro Valignano, che fu visitatore in Giappone per tre periodi (1579-1582, 1590-1592 e 1598-1603): al primo suo arrivo, i gesuiti in Giappone erano 59 (28 dei quali sacerdoti). Grande estimatore della cultura giapponese, impose ai suoi missionari di adattarsi agli usi locali limitandosi a non compromettere i dogmi cattolici. Ad esempio, fece assumere ai gesuiti la condizione dei monaci zen. Favorì anche l'ingresso nella Compagnia degli indigeni, per i quali fu aperto un noviziato, che non avendo problemi con la lingua potevano facilmente catechizzare e predicare. Nel 1602 furono ordinati i primi due sacerdoti giapponesi.
Dopo il rapido successo iniziale, l'avvento al potere di Toyotomi Hideyoshi mise in difficoltà la missione gesuita in Giappone. L'intromissione del viceprovinciale Coelho nella politica locale fece sospettare a Hideyoshi che i gesuiti fossero spie e che stessero preparando un'invasione da parte degli occidentali: il 24 luglio 1587 fu emanato un decreto di espulsione per i gesuiti, che non fu applicato rigorosamente solo per non compromettere le relazioni commerciali con Macao. Inoltre, benché con il breve Ex pastoralis officio papa Gregorio XIII avesse reso il Giappone una missione esclusiva dei gesuiti (si temeva che l'arrivo di altri religiosi potesse indurre i giapponesi a pensare che il cristianesimo mancasse di unità e fosse un insieme di piccole sette), anche i frati francescani spagnoli stabilirono delle missioni in Giappone, scontrandosi spesso con i gesuiti: le baruffe aumentarono la diffidenza di Hideyoshi, che il 5 gennaio 1597 fece uccidere ventisei cristiani (tra cui Paolo Miki e altri due scolastici gesuiti).
Tokugawa Ieyasu, successore di Hideyoshi, inizialmente si dimostrò tollerante con i cristiani, incoraggiò i gesuiti e ricevette in udienza Valignano. Solo tra il 1599 e il 1600 vi furono 70.000 battesimi. Ma nel 1600 arrivarono in oriente i mercanti olandesi protestanti, che fecero diminuire l'importanza delle relazioni economiche con il Portogallo e misero in cattiva luce il cattolicesimo: tutto questo, insieme al desiderio di Ieyasu di far tornare tutti i giapponesi al buddhismo, portò all'espulsione dei gesuiti dal Giappone (27 gennaio 1614). La comunità cristiana, che era arrivata a contare 300.000 individui, fu distrutta.

#### Cina

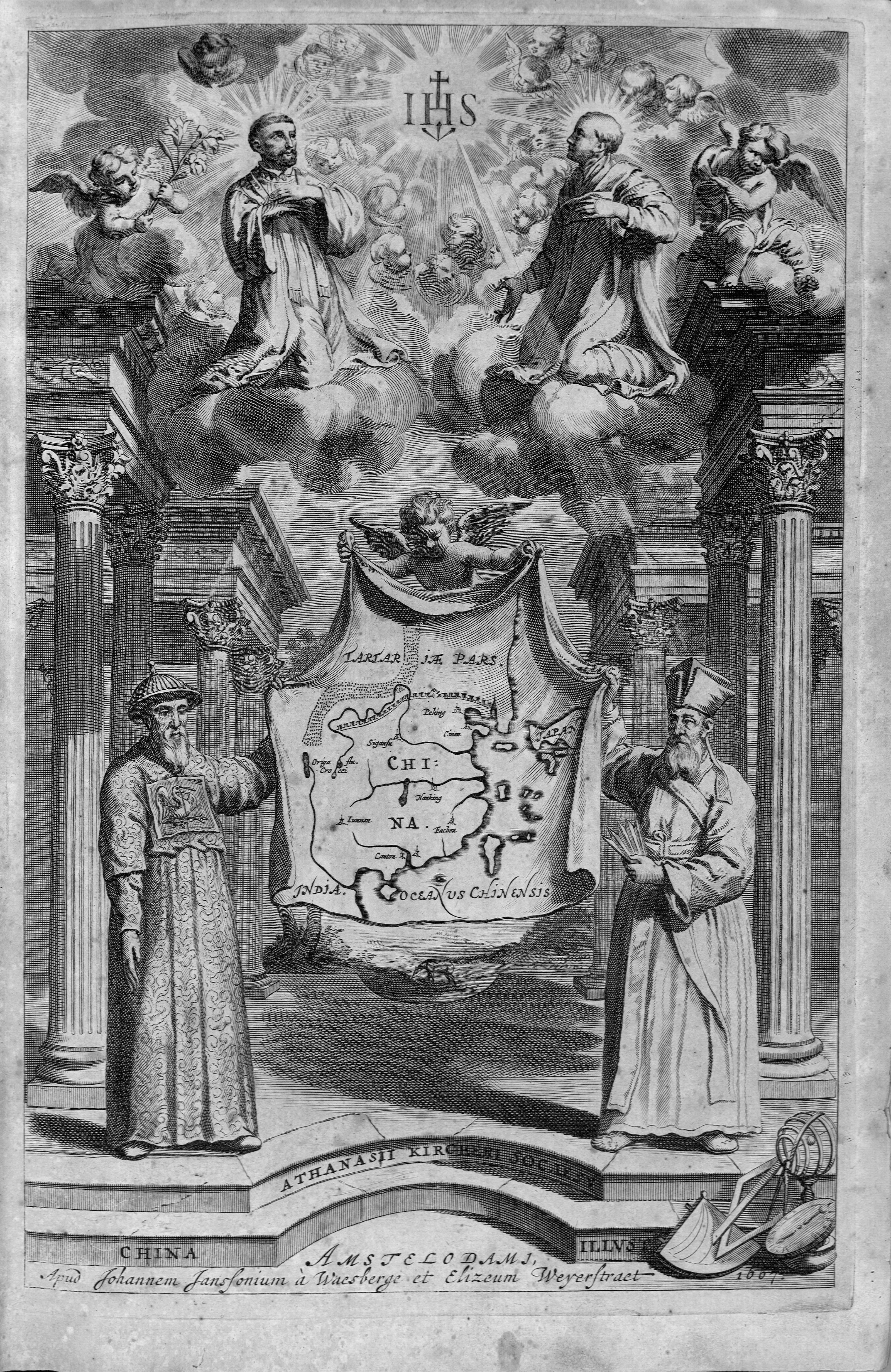
I missionari Matteo Ricci e Adam Schall mostrano la carta della Cina: incisione dal frontespizio della China illustrata di Athanasius Kircher

Fallito il tentativo di Francesco Saverio, il piano per la penetrazione della Compagnia in Cina fu elaborato da Alessandro Valignano durante il suo soggiorno a Macao (1578). Convinto che l'ordine dovesse dissociarsi dall'immagine di predone occidentale avido di conquista, invitò i suoi missionari ad acquisire la maggior padronanza possibile della lingua cinese, a rispettare i valori culturali e spirituali dei cinesi, a usare la scienza come mezzo per introdurre la fede, a sviluppare l'apostolato per mezzo degli scritti e delle relazioni sociali e a concentrare il loro impegno missionario nei confronti della classe colta dominante.
Valignano inviò Michele Ruggieri a Macao a studiare il cinese: a lui si unì lo scienziato e linguista Matteo Ricci e, grazie alla fama di grande matematico di cui godeva Ricci, i due furono invitati in Cina e ottennero il permesso di risiedervi. Ruggieri e Ricci fissarono la loro residenza a Shiuhing e nei venticinque anni che rimasero nel paese raggiunsero Shaoguan, Nanchang, Nanchino e Pechino.
Ricci concentrò i suoi sforzi nella conversione delle classi elitarie: si appellò alla loro curiosità intellettuale mostrando loro prismi, orologi, strumenti matematici e carte geografiche. Nel 1594 fu ammesso nella classe dei mandarini, il che gli permise di aumentare il suo prestigio sociale. Nel 1601 si stabilì a Pechino, accolto con favore dall'imperatore.
Nel 1610, anno della morte di Ricci, i cattolici cinesi erano circa 2.500: tale numero raddoppiò nei cinque anni successivi.
Dopo il rapido successo iniziale, per i gesuiti cominciarono i primi problemi. Il mandarino Shen Ch'ueh, preoccupato per l'infiltrazione di un culto straniero, tra il 1617 e il 1622 promosse la prima persecuzione contro i cattolici, costringendo i gesuiti alla clandestinità. Nel 1644 le truppe della Manciuria invasero la Cina e misero fine al secolare governo della dinastia Ming, che si erano sempre mostrati favorevoli ai gesuiti: sotto uno dei primi imperatori della dinastia Ch'ing, tra il 1664 e il 1669, i religiosi furono tenuti agli arresti domiciliari a Canton.
Nonostante le persecuzioni i gesuiti continuarono la loro opera: il successore di Ricci alla guida della missione, Niccolò Longobardi, ne raccolse il metodo e nel 1618 fece giungere dall'Europa il gesuita Johann Schreck, astronomo e accademico dei Lincei, che portò in Cina nuove conoscenze matematiche e geometriche, nuove tecniche per la costruzione di strumenti astronomici e le teorie di Galileo Galilei.
Da ricordare sono anche i gesuiti Johann Adam Schall von Bell, tedesco, che fu nominato presidente del tribunale matematico e mandarino di prima classe, e Ferdinand Verbiest, fiammingo, chiamato dall'imperatore Kangxi per farsi esporre le ultime scoperte europee in campo matematico e astronomico.
L'apertura dei gesuiti nei confronti della cultura e delle tradizioni cinesi portò allo scoppio della questione dei riti cinesi.
I gesuiti nel 1615 avevano ottenuto da papa Paolo V il permesso di tradurre la Bibbia in cinese e, per i preti locali, di celebrare la Messa e recitare il breviario nella loro lingua (l'autorizzazione fu revocata dalla congregazione di Propaganda Fide sotto i pontificati di Alessandro VII e Innocenzo XI); soprattutto, avevano consentito, sin dai tempi di Matteo Ricci, ai convertiti di continuare a celebrare i riti in onore degli antenati e di Confucio che, secondo i gesuiti, avevano carattere più civile e politico che religioso.
L'arrivo dei francescani e dei domenicani nel 1631 creò i primi problemi: essi criticarono il metodo missionario gesuita (la decisione di vestire i preziosi abiti dei mandarini, di rivolgersi prevalentemente alle classi elevate) e condannarono come superstiziosi e pagani i riti cinesi. Al fronte religioso che si opponeva alla prassi missionaria dei gesuiti in Cina si aggiunsero poi i padri del Seminario delle missioni estere di Parigi, e i missionari di propaganda fide, i carmelitani, gli eremitani, i barnabiti e i caracciolini.
Nel 1693 il vicario apostolico di Fukien, Charles Maigrot, delle Missioni Estere di Parigi, condannò l'utilizzo dei termini cinesi Tian (cielo) e Shangdi (signore supremo), che i gesuiti tolleravano quali termini per designare il Dio dei cristiani da parte dei cinesi convertiti. Maigrot portò il suo decreto a Roma, e la Santa Sede aprì un'istruttoria che si concluse con una condanna dei riti: il 20 novembre 1704, con il decreto Cum Deus Optimus papa Clemente XI proibì l'uso di quei termini e la partecipazione dei neoconvertiti ai riti ancestrali. La condanna dei riti cinesi fu confermata con il decreto del 25 settembre 1710, con la costituzione Ex illa die del 1715 e con la bolla Ex quo singulari del 1742).
Secondo lo storico gesuita Bangert, la questione dei riti cinesi fu sollevata più per svilire l'immagine della Compagnia che per tutelare la purezza del culto.

#### Brasile

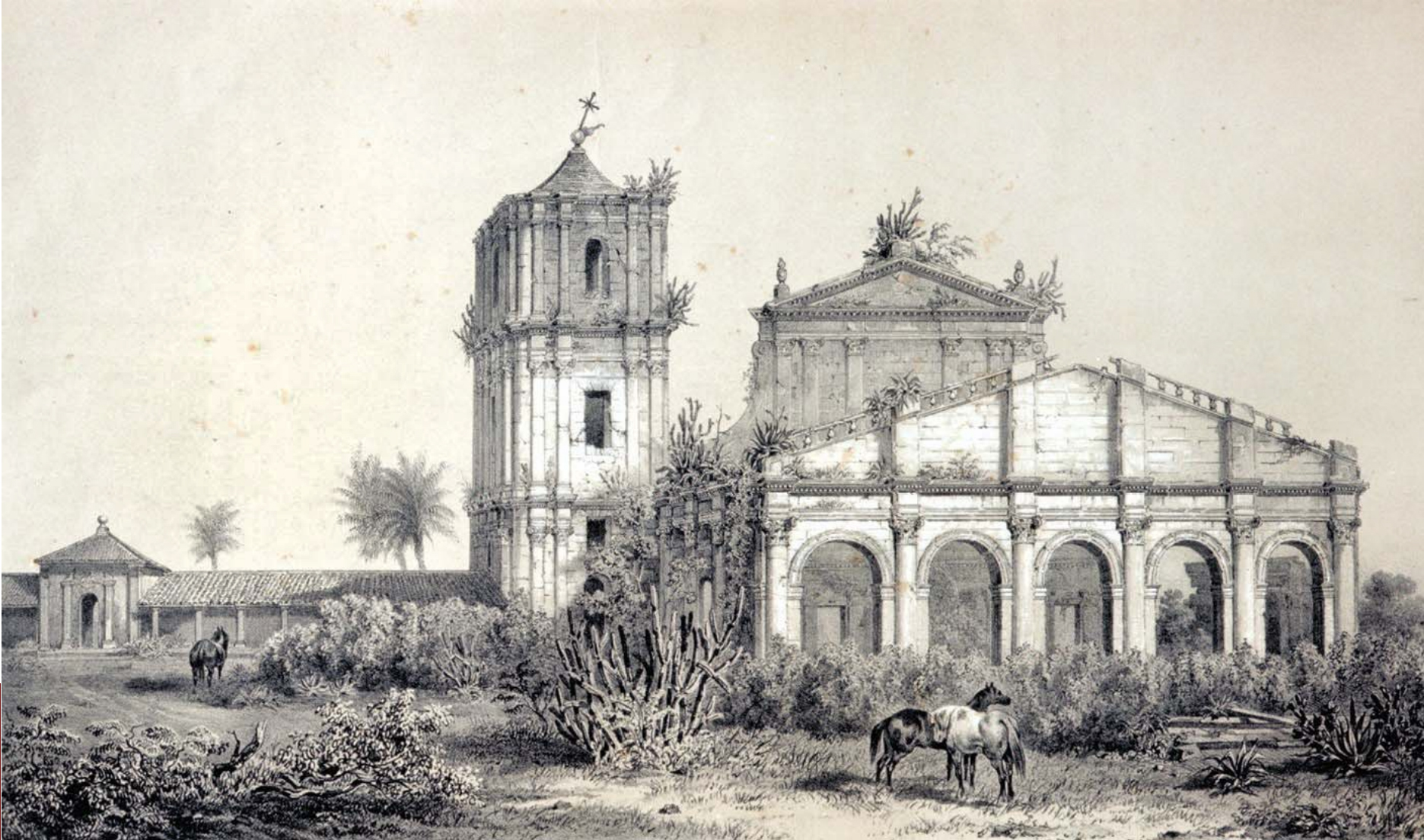
La riduzione di São Miguel das Missões

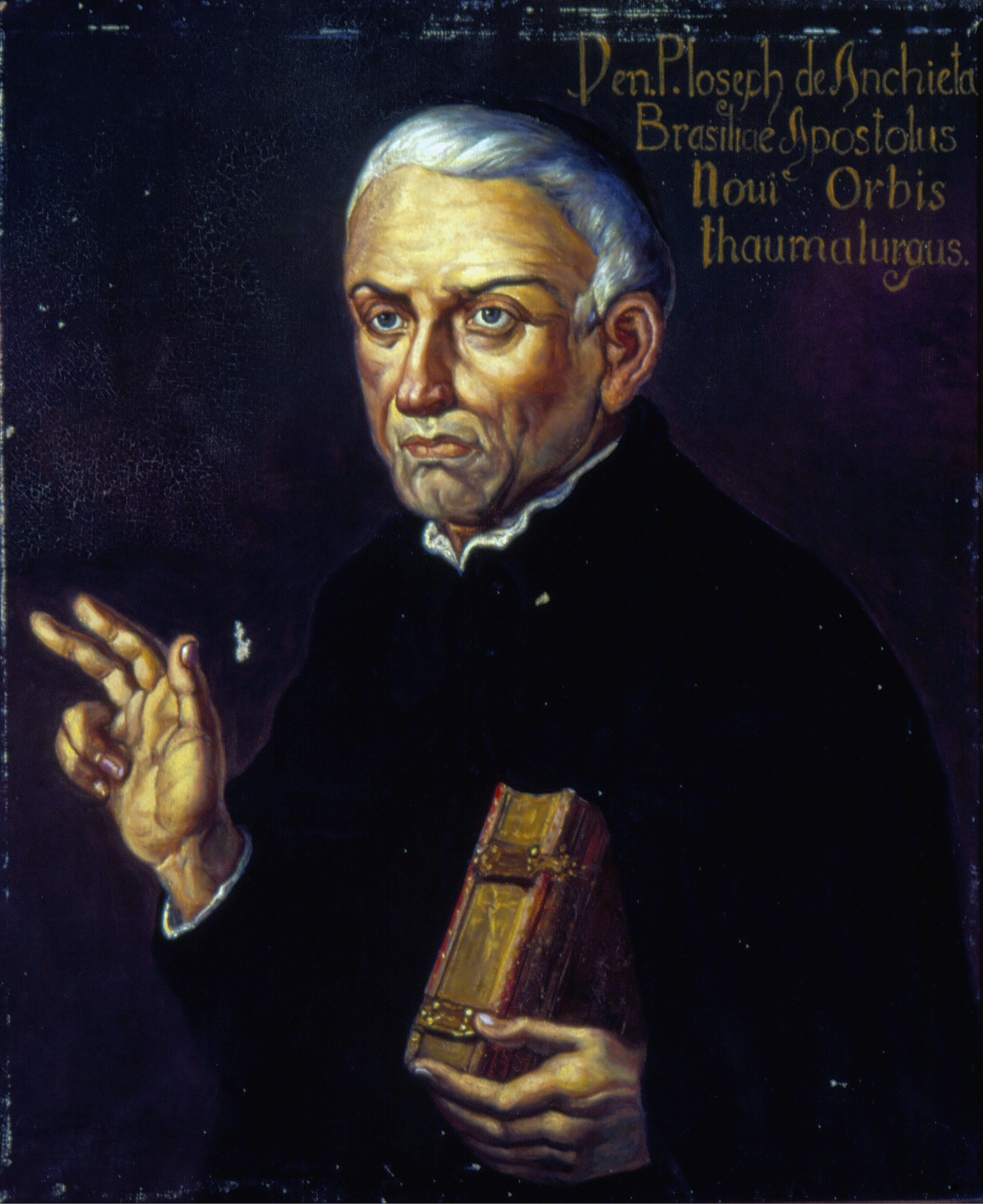
José de Anchieta, tra i primi gesuiti in Brasile

Negli stessi anni in cui Saverio cominciava l'evangelizzazione del lontano Oriente, altri gesuiti si dedicarono alle missioni presso le popolazioni indigene del Brasile, altro grande possedimento portoghese. Il 29 marzo 1549 una comunità di sei religiosi guidata da Manuel da Nóbrega partì per l'America e sbarcò a Bahía de Todos los Santos.
Il loro primo incarico fu quello di curare l'educazione dei figli dei coloni portoghesi, insediati lungo la costa atlantica: la loro prima capanna di fango eretta a São Salvador da Bahia divenne il collegio massimo, una delle più importanti istituzioni culturali del paese.
Nel 1553 Nóbrega si spinse all'interno insieme a José de Anchieta, un giovane gesuita proveniente dalle Canarie, e i due fondarono un seminario destinato a diventare il centro per l'organizzazione dell'apostolato presso gli indigeni tupi, che i missionari organizzarono in comunità stabili. Da quell'insediamento si sviluppò la città di São Paulo. Furono i primi gesuiti che Ignacio mandò in America.
Anchieta scrisse la prima grammatica della lingua tupi e fu autore di numerosi canzoni in lingua indigena utilizzando melodie popolari.

#### Paraguay
I gesuiti furono chiamati in Paraguay nel 1585 dal vescovo di Tucumán per evangelizzare i Guaraní che, dinanzi all'avanzata degli spagnoli, si erano ritirati a est del Paraná, nelle zone delle Pampa e del Gran Chaco. Inizialmente l'azione dei gesuiti fu poco efficace per vari motivi (il metodo adottato della missione itinerante, il carattere nomade della popolazione, i cacciatori di schiavi), così il preposito generale Claudio Acquaviva suggerì ai missionari la creazione di colonie stabili di indios, lontane dai centri abitati spagnoli (al sicuro, quindi, dall'influsso dei costumi coloniali e dai cacciatori di schiavi). Sorsero così le prime reducciones (o riduzioni), approvate dalla Corona spagnola ma ostacolate dai coloni, dei piccoli villaggi fortificati autonomi a struttura teocratica che, grazie alle attività agricole introdotte dai gesuiti (coltivazione del cotone, del mate), godettero di una certa prosperità.
Le reducciones del Paraguay, tra il 1610 e il 1640 circa, si diffusero fino a comprendere gli indios della provincia brasiliana di Tapes e andarono a costituire quasi una repubblica indipendente (il cosiddetto "stato gesuita del Paraguay"), suscitando l'ostilità delle locali autorità ecclesiastiche e coloniali (tanto che Filippo IV di Spagna autorizzò gli indigeni a munirsi di armi da fuoco). Tra il 1628 e il 1635 i portoghesi del Brasile attaccarono le reducciones che, alla fine del conflitto, nel 1641 erano ridotte a una trentina, con circa 150.000 indios cristiani.
Sempre nell'America del Sud, il gesuita Pietro Claver, missionario nella Nuova Granada e responsabile dell'apostolato tra gli schiavi neri di Cartagena, svolse un'importante azione antischiavista: fu canonizzato nel 1888 e dichiarato patrono delle missioni africane.

#### Canada

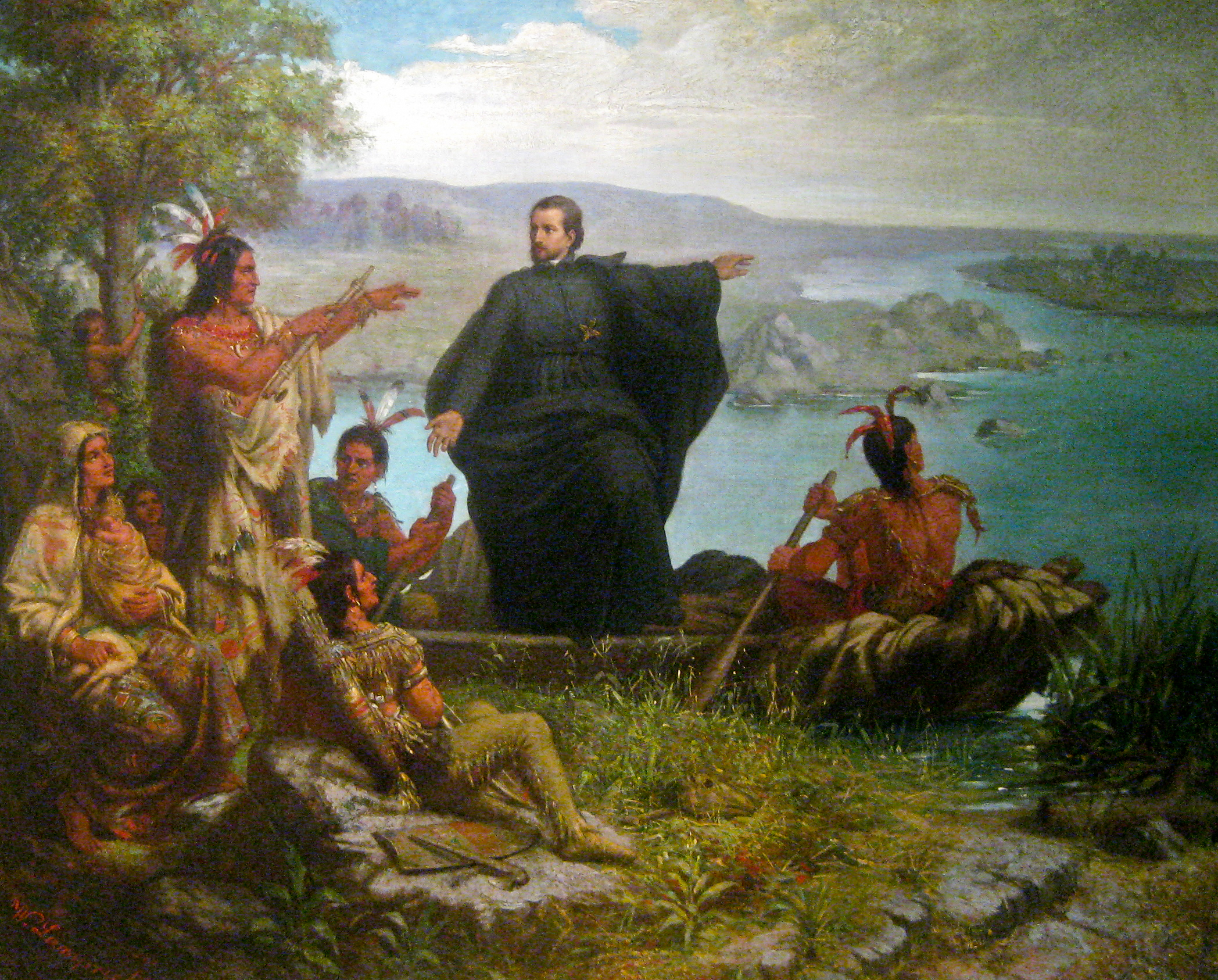
Padre Marquette e gli indiani sul Mississippi

Dopo alcuni isolati tentativi fatti negli anni precedenti, i primi gesuiti provenienti dalla Francia giunsero a Québec nel 1632 sotto la guida di Paul Le Jeune. I padri aprirono il collegio di Nostra Signora degli Angeli e su loro invito anche l'orsolina Maria dell'Incarnazione Guyart raggiunse la colonia per unirsi alla loro missione educativa.
A pochi anni dall'arrivo in Canada i gesuiti avevano già raggiunto il numero di 23 padri e 6 fratelli. I missionari cominciarono a dedicarsi all'evangelizzazione degli uroni e si spinsero verso l'interno per cercare contatti con altri popoli indigeni: avendo sentito parlare di un grande fiume che scorreva verso il sud che gli avrebbe permesso di raggiungere altri territori abitati dagli amerindi, il gesuita Jacques Marquette si unì al viaggio dell'esploratore Louis Jolliet e nel 1673, risalendo il corso del Wisconsin, scoprì il corso superiore del Mississippi e discese il fiume esplorando soprattutto le confluenze del Missouri e dell'Ohio, giungendo alla conclusione che il fiume scorreva verso sud per sfociare nel golfo del Messico.
I gesuiti convertirono al cristianesimo numerosi uroni stanziati lungo il fiume San Lorenzo. Contro gli uroni si formò presto una confederazione di cinque popoli irochesi, tra cui i mohawk, che creò gravi problemi ai missionari. Nel 1642 Renato Goupil fu ucciso dai mohawk e il suo compagno Isacco Jogues, liberato dopo mesi di prigionia e torture; nel 1646 Jogues tornò tra i mohawk assieme a Giovanni de La Lande per una missione di pace, ma furono entrambi uccisi. Al numero dei gesuiti uccisi dagli irochesi in Canada si unirono Giovanni de Brébeuf, Gabriele Lalemant, Antonio Daniel, Carlo Garnier e Natale Chabanel.
Il gruppo degli otto martiri canado-americani fu canonizzato da papa Pio XI nel 1930.

#### Africa
Nel 1548 i gesuiti tentarono di penetrare in Marocco, ma furono espulsi poco dopo. Maggior successo ebbe l'attività missionaria della Compagnia in Etiopia, Mozambico, Angola, Congo e Capo Verde.
Minacciato dai musulmani, il negus d'Etiopia Claudio promise a Giovanni III di Portogallo, in cambio del suo sostegno militare, di abiurare il monofisismo e di aderire con i suoi sudditi al cattolicesimo. Da Goa giunsero in Etiopia alcuni missionari gesuiti e il 30 marzo 1556 lasciò Lisbona João Nunes Barreto, nominato patriarca d'Abissinia (fu il primo gesuita a essere innalzato all'episcopato). Dopo la sconfitta dei musulmani il negus dimenticò le sue promesse e il successore di Claudio confinò i gesuiti nel deserto (l'ultimo morì nel 1597). I padri Eliano e Rodríguez contattarono, per conto della Santa Sede, il patriarca copto di Alessandria Gabriele VII, ma i colloqui per la riunione delle Chiese cattolica e copta non ebbero un esito positivo.
Nel 1560 tre gesuiti giunsero da Goa in Mozambico, dove erano stati chiamati da Gamba, capo della tribù dei MaKaranga stanziati presso Inhambane, che avevano conosciuto il cristianesimo grazie ai loro contatti con i portoghesi. In breve i missionari battezzarono oltre 450 persone, poi si spinsero verso lo Zambesi e convertirono il capo dell'impero di Monomotapa, sua madre e i suoi 300 sudditi. I musulmani, però, ordirono una congiura e spinsero l'imperatore a far assassinare i gesuiti (Gonçalo da Silveira, il capo della missione, fu strangolato il 15 marzo 1561) mettendo fine all'impresa dei gesuiti nella zona.
I primi quattro gesuiti penetrarono in Angola attorno al 1563, ma la loro missione non ebbe successo: l'11 febbraio 1575 sbarcarono a Luanda altri quattro gesuiti (due preti e due fratelli) che, nonostante lo scarso appoggio della Compagnia (che inviò rinforzi solo nel 1580), in tre anni battezzarono oltre 200 persone (nel 1593 gli angolani battezzati erano già oltre 8.000). I gesuiti eressero a Luanda una chiesa e un collegio e tra il 1604 e il 1608 fondarono stazioni missionarie nelle isole di Capo Verde.
Dopo una prima breve impresa in Congo tra il 1548 e il 1555, nel 1581 i gesuiti dell'Angola, guidati da Baltasar Barreira, tornarono in questa regione per un viaggio di esplorazione e vi battezzò 1500 persone. Dopo un inizio promettente della missione, alcuni eventi portarono alla distruzione dell'armonia religiosa (nel 1645 giunsero dei missionari cappuccini spagnoli che cercarono di portare i congolesi nell'orbita spagnola) e al disordine civile (rivolte di indigeni). Anche a causa dell'esiguo numero di gesuiti, nel 1674 l'impresa in Congo fu abbandonata.
Fra le molte missioni fondate dai gesuiti in Africa prima della soppressione del XVIII secolo, quella in Angola fu l'unica a radicarsi e ad avere un certo sviluppo.

### Le missioni interne
Come Ignazio, che aveva cominciato il suo ministero insegnando la dottrina ai bambini e girando insieme ai compagni per le piazze dei paesi predicando ai passanti, anche i primi gesuiti si dedicarono alla predicazione estemporanea, quasi in concorrenza con cantastorie e cavadenti, viaggiando di città in città, spesso a piedi nudi. Fino alla metà del Cinquecento questa forma di predicazione ebbe caratteristiche di improvvisazione e fu esercitata in maniera quasi giullaresca, assumendo anche un fine di mortificazione per chi la compiva. La situazione mutò a partire dalla seconda metà del secolo e soprattutto nel Seicento.
Le gerarchie ecclesiastiche (vescovi e inquisitori) cominciarono a ricorrere ai gesuiti commissionando loro un'opera di controllo antiereticale (tra i valdesi di Piemonte, Puglia e Calabria, tra i moriscos in Spagna) ma anche di rilancio della vita religiosa. La vicenda del gesuita Silvestro Landino è paradigmatica: tra il 1550 e il 1551, in occasione della visita pastorale di Egidio Foscari a Modena (capitale italiana del movimento filoprotestante) e nella sua diocesi, affiancò il presule dedicandosi allo smascheramento di ecclesiastici e maggiorenti in odore di eresia; spostandosi nelle zone montane, però, si rese conto che a minacciare la vita cristiana non era tanto la diffusione delle dottrine riformate, quanto la profonda ignoranza e superstizione della popolazione e del clero delle zone più isolate. Capitava che i sacerdoti delle aree rurali ignorassero la formula del sacramento dell'Eucaristia o che, interrogati sulla Trinità, i contadini rispondessero essere battesimo, cresima ed eucaristia, o fede, speranza e carità, o Gesù, Giuseppe e Maria; altri credevano all'esistenza di un numero indefinito di dei.
Dalle zone dell'Appennino tosco-emiliano Landino passò all'isola di Capraia e poi in Corsica, dove trascorse gli ultimi giorni della sua vita dedicandosi alle missioni tra le popolazioni più isolate e abbandonate. Nei luoghi desolati e periferici i gesuiti riconobbero "altre Indie", bisognose di evangelizzazione al pari di quelle dell'Asia e delle Americhe.
Nel corso del Seicento le missioni nelle campagne acquisirono una struttura fissa: i padri si recavano in una località al centro di un'area rurale e vi rimanevano alcuni giorni dando esercizi spirituali a sacerdoti e nobili, predicando al popolo, organizzando processioni, confessioni e comunioni collettive, distribuendo medaglie e immaginette sacre, fondando o rivitalizzando confraternite, formando catechisti.

## Colonialismo
Lo slancio missionario dei gesuiti è testimoniato dalle circa quindicimila lettere (indipetae), scritte tra il 1550 e il 1771 da tutta Europa e conservate negli archivi romani dell'Ordine. In esse i religiosi domandavano di essere mandati nelle missioni d'oltremare per emulare san Francesco Saverio, l'apostolo del Giappone, il cui nome appare a chiare lettere in duemila missive.
I membri secolari e regolari del clero si dedicavano ovunque ad attività commerciali, in particolare i gesuiti furono attivi in Giappone fino alla proibizione del cristianesimo nel 1614 e alla successiva espulsione dei portoghesi dal paese. L'unica funzione dell'impero, scrisse una volta lo stesso san Francesco Saverio, era quella di coniugare "ogni modo e tempo del verbo depredare". Persino un religioso cattolico, recatosi in India nel 1672, rimase colpito dalle ricchezze accumulate nei monasteri e nei conventi portoghesi e ricavò l'impressione che "tutto il commercio della nazione fosse nelle loro mani".
Quando furono espulsi dal Giappone nel 1639, i gesuiti si trasferirono nel Makassar; in Indocina e in Thailandia, che offrivano tuttavia opportunità meno remunerative.
Per quanto riguarda il Brasile, i padri gesuiti dapprima trasferirono gli amerindi in villaggi dove potevano proteggerli e convertirli, come il re aveva ordinato, e nel 1570 ottennero dal sovrano che venisse abolita la schiavitù, tranne per chi praticava il cannibalismo o rifiutava la conversione al Cristianesimo. Come conseguenza, furono espulsi due volte da Maranhão, e a causa della pressante richiesta di manodopera, soddisfatta dall'importazione dei neri africani solo alla fine del XVI secolo, furono infine costretti ad accettare la politica dei coloni.
Secondo le credenze del tempo era infatti per volontà di Dio che gli africani fossero schiavi di padroni bianchi e cristiani. Essi meritavano tale sorte non solo perché appartenevano presumibilmente alla razza su cui ricadeva, secondo la Bibbia, la maledizione lanciata da Noè sui discendenti del figlio Cam, ma anche per l'enormità dei peccati commessi dai loro antenati, della quale il colore della pelle era un'indubbia testimonianza. Anche la riluttanza a lavorare con zelo in condizioni di schiavitù era ritenuta una prova della loro inadeguatezza, e si pensava che l'asservimento li avrebbe abituati ai benefici effetti di una vita faticosa e regolare, preparandoli a ricevere il dono divino del messaggio cristiano. È comprensibile quindi che in un'Europa in cui i vagabondi erano marchiati e i dissidenti religiosi torturati o arsi vivi, non si sollevassero serie obiezioni ad analoghi trattamenti inflitti ai neri ritenuti altrettanto recalcitranti.
Intorno al 1600 i gesuiti possedevano, insieme ai domenicani, circa un terzo delle terre produttive nelle colonie spagnole e portoghesi delle Americhe. All'inizio del Settecento in ogni latifondo lavoravano, secondo le modalità tipiche dell'economia coloniale iberica, mille indigeni ogni centocinquanta schiavi neri.
Nelle Americhe colonizzate da spagnoli e portoghesi, dove gli edifici ecclesiastici, alcuni dei quali erano autentiche fortezze, regolarmente superavano per dimensioni e magnificenza le opere più imponenti dell'architettura civile, la Chiesa cattolica si insediò in maniera solenne e fastosa acquisendo immense proprietà, come in Asia accadde di rado. Monasteri e conventi fornivano l'istruzione primaria ai bambini non indigeni, e dalla fine del Cinquecento i gesuiti aprirono una rete di scuole secondarie: città opulente ospitavano conventi alla moda e lungo le frontiere imperiali missionari paternalistici dirigevano il lavoro e le preghiere degli accoliti amerindi, mentre nel cuore dell'impero i convertiti nativi professavano un cattolicesimo fatto di devozione superstiziosa e di paganesimo appena velato, oppure strane combinazioni di usanze cristiane e indigene.

## Soppressione e rinascita dell'ordine

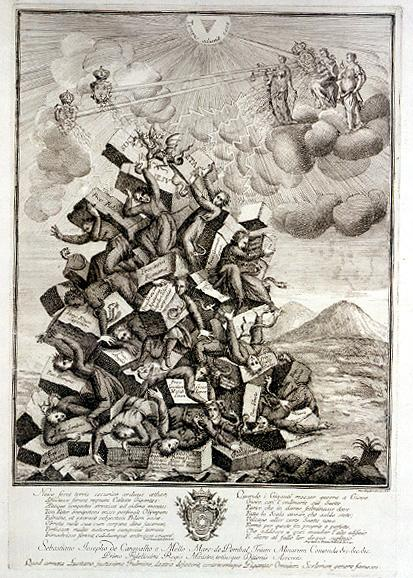
La soppressione della Compagnia di Gesù in un'incisione satirica del 1773

La vicenda che condusse alla soppressione della Compagnia di Gesù è sintomatica della debolezza dell'autorità papale. I governi di numerosi stati europei consideravano l'ordine il più pericoloso alleato dei pontefici e la Compagnia fu sempre più considerata il principale ostacolo alle politiche riformiste e giurisdizionaliste (gallicanesimo, febronianesimo) dei sovrani, nonché al rinnovamento delle forme religiose (propugnato dai giansenisti). Accusati di regicidio, di pervertire l'ordine sociale, di corrompere la gioventù e di essere artefici della supremazia del papa sul potere monarchico, i gesuiti furono espulsi dai principali regni europei e dalle loro colonie.
Fu il Portogallo ad aprire la via alla soppressione. Il marchese di Pombal, capo del governo, fautore dell'assolutismo monarchico, entrò in aperto conflitto con i gesuiti per la vicenda delle reducciones brasiliane. Il marchese inviò a papa Benedetto XIV una relazione in cui accusava i gesuiti di avidità di denaro e sete di potere e li denunciava di essere al centro di scandalose operazioni commerciali, il che costrinse il pontefice a inviare in Portogallo il cardinale Saldanha a compiere un'inchiesta; i gesuiti furono anche accusati di essere coinvolti nel fallito attentato a Giuseppe I del 1758. Agli inizi del 1759 il re ordinò di confiscare tutte le proprietà dell'ordine e pochi mesi dopo ne decretò l'espulsione.
I problemi per la Compagnia in Francia cominciarono con la condanna per bancarotta fraudolenta del gesuita Antoine La Vallette decretata dal parlamento di Parigi, dominato da elementi giansenisti e gallicani e in cui era ben radicato il movimento antigesuitico. Il 6 agosto 1761 il parlamento ordinò di bruciare pubblicamente le opere di ventitré gesuiti (tra i quali Bellarmino) in quanto lesive della morale cristiana e ai gesuiti di chiudere i loro collegi, nei quali si sarebbe esercitata una cattiva influenza sui giovani: Luigi XV cercò di far sospendere l'esecuzione della sentenza, ma la sua debolezza politica lo costrinse però alla fine a piegarsi di fronte alle pressioni dei parlamenti e a rendere esecutivo il decreto.
Dalla Spagna i gesuiti furono cacciati da Carlo III, per il quale i religiosi rappresentavano un ostacolo nella realizzazione dell'assolutismo monarchico: essi infatti avevano sempre preso posizione contro la filosofia regalista e avevano un forte legame con l'aristocrazia ostile alla politica del sovrano. Inoltre, il ministro Campomanes accusò falsamente i gesuiti di essere gli istigatori di una rivolta, inducendo Carlo III a credere che essi stessero complottando contro di lui. Tutti questi elementi concorsero a spingere il re a emettere il decreto di espulsione il 27 febbraio 1767. Gli altri Stati borbonici imitarono presto l'esempio spagnolo: Ferdinando IV, spinto da Tanucci, espulse i gesuiti da Napoli e Sicilia nel novembre 1767 e il duca di Parma Ferdinando, consigliato da du Tillot, cacciò i religiosi dai suoi stati nel febbraio 1768.
Sotto la pressione dei sovrani borbonici, con breve Dominus ac Redemptor del 21 luglio 1773 papa Clemente XIV soppresse la Compagnia, che all'epoca contava circa 23.000 membri in 42 province: i vescovi locali erano nominati delegati apostolici per eseguire la soppressione delle case situate nella loro diocesi.
La soppressione dei gesuiti a Roma fu eseguita il 16 agosto successivo e il preposito generale Lorenzo Ricci fu incarcerato in Castel Sant'Angelo, dove morì il 24 novembre 1775.
In Svizzera lo scoppio della guerra del Sonderbund (1847) portò all'espulsione dei gesuiti da tutta la Svizzera e all'inserimento della loro interdizione nella costituzione federale del 1848 (art. 58). La Costituzione del 1874 estese il provvedimento a ogni attività nelle chiese e nelle scuole (art. 51). Questo articolo d'eccezione confessionale fu abrogato nel 1973 in seguito a votazione popolare.

### I gesuiti in Russia e in Prussia
Dopo la spartizione della Polonia (1772), i territori orientali del paese (la cosiddetta Russia Bianca) erano passati sotto il dominio della Russia di Caterina II: i gesuiti contavano in quelle terre 18 case, di cui tre collegi (a Połock, Witebsk e Orsza) e 201 religiosi.
La zarina rifiutò di dare l'exequatur al breve di soppressione e fece comunicare al superiore di Połock, Stanisław Czerniewicz, la sua intenzione di conservare la compagnia nei suoi domini. I gesuiti della Russia Bianca ebbero il compito storico di assicurare la continuità dell'ordine di prima del 1773 con quello restaurato nel 1814.
Anche Federico II, per motivi legati all'educazione, non volle consentire subito la soppressione delle case gesuite nei territori cattolici del regno di Prussia (Slesia e parte della Polonia). La soppressione, invece, ebbe luogo a Breslavia il 5 febbraio 1776.

### Tentativi di ricostituzione

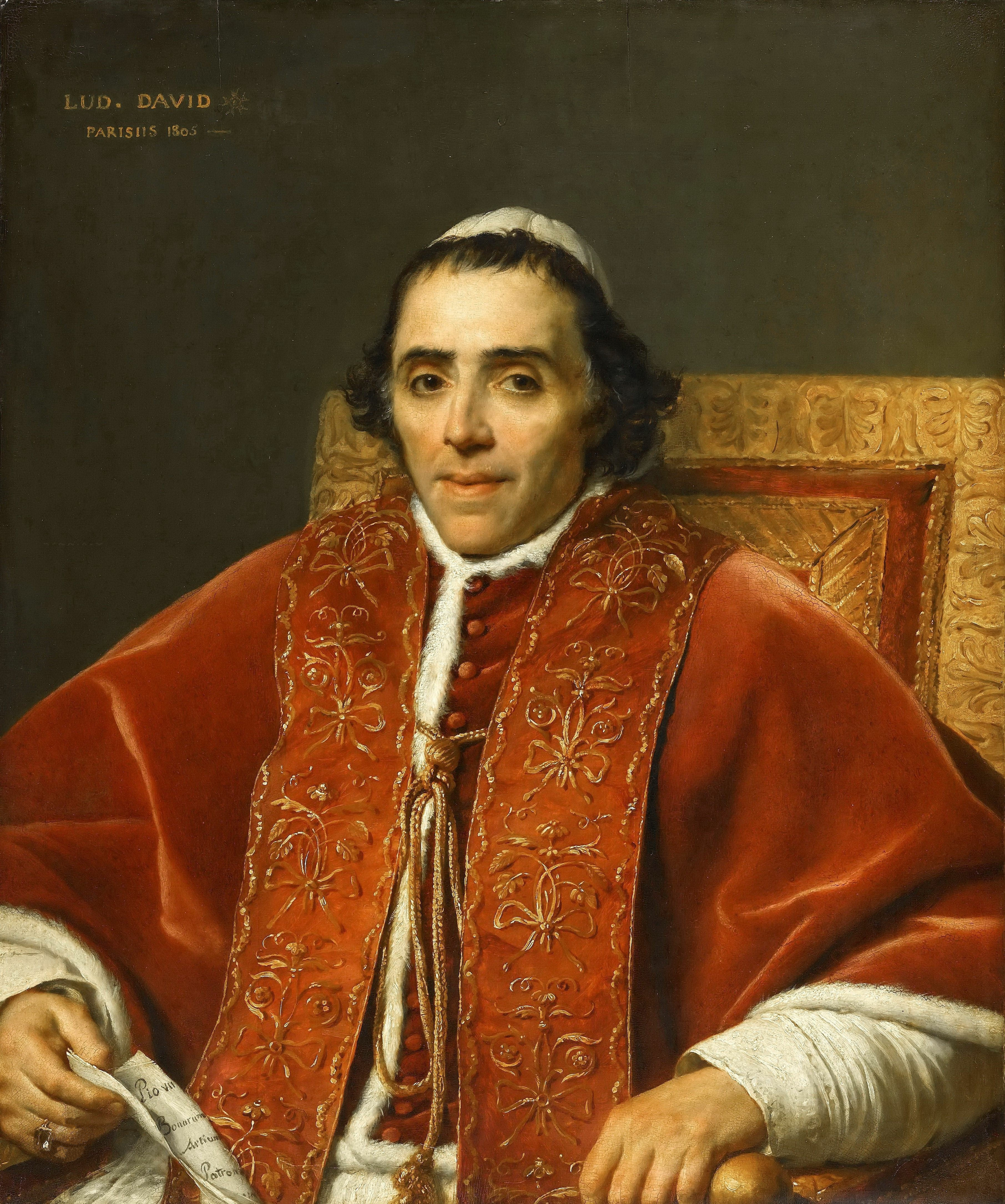
Pio VII nel 1814 restaurò la Compagnia

Subito dopo la soppressione furono effettuati numerosi tentativi di ripristinare l'ordine: la carmelitana Teresa di Sant'Agostino, figlia di Luigi XV, cercò di ottenere dal papa l'autorizzazione per gli ex gesuiti a organizzarsi in fraternità di preti secolari, ma Clemente XIV non accolse favorevolmente il progetto.
Qualche anno dopo, altri cercarono, con successo, di ricostruire la forma di vita e il modo di operare della Compagnia dando inizio a nuove congregazioni: nel 1791 Pierre-Joseph Picot de Clorivière, già membro della Compagnia, fondò l'istituto dei sacerdoti del Cuore di Gesù, approvato da papa Pio VII; François-Léonor de Tournély e Charles de Broglie, nel 1794, fondarono a Eegenhoven (Belgio) i padri del Sacro Cuore, che ebbero un certo sviluppo sotto la guida di Joseph Varin.
Nel 1797, con l'autorizzazione del cardinale Giulio Maria della Somaglia, Niccolò Paccanari istituì a Roma la Società della Fede di Gesù, le cui regole ricalcavano le costituzioni dei gesuiti: Pio VI approvò temporaneamente la congregazione e nel 1799 vi unì i padri del Sacro Cuore di Varin. Dopo aver conosciuto una notevole diffusione, i padri della Fede entrarono in un periodo di crisi dopo l'arresto di Paccanari da parte del Santo Uffizio: quando fu ristabilita la Compagnia di Gesù (1814) molti membri vi entrarono, gli altri divennero preti diocesani.
Queste congregazioni contribuirono in modo efficace a tenere in vita lo spirito della Compagnia di Gesù.

### La restaurazione
Nel 1793 la Santa Sede approvò segretamente i gesuiti della Russia Bianca e il 17 marzo 1801, con il breve Catholicae fidei di papa Pio VII, il riconoscimento divenne pubblico; nel 1803 fu approvata l'attività dei gesuiti in Inghilterra e il 30 luglio 1804, con il breve Per alias, papa Pio VII ristabilì la Compagnia a Napoli e in Sicilia (dove l'ordine era stato reintrodotto a opera di Giuseppe Pignatelli).
Con la bolla Sollicitudo omnium ecclesiarum del 30 luglio 1814 Pio VII ripristinò la Compagnia di Gesù in tutto il mondo.

## La Compagnia dopo la ricostituzione

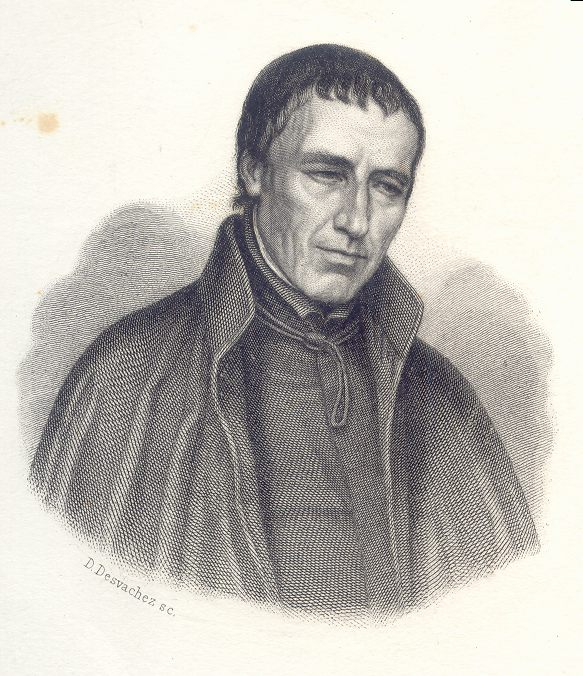
Joannes Philippe Roothaan

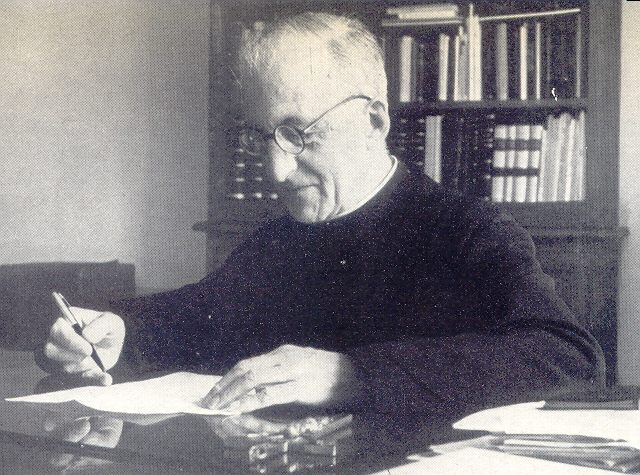
Jean-Baptiste Janssens

L'azione dell'olandese Joannes Philippe Roothaan, preposito generale dal 1829 al 1853, fu di notevole importanza per la ricostruzione dell'ordine. Si ripresero le vecchie attività, con una speciale attenzione verso le missioni e l'educazione della gioventù (la Ratio atque institutio studiorum fu aggiornata e adattata alle esigenze del tempo); per mantenere alto il livello di edificazione ascetica dei gesuiti, sottolineò l'importanza della pratica degli Esercizi spirituali e ne pubblicò un importante commentario.
Nel XIX secolo la Compagnia assunse un ruolo preminente di difesa della Santa Sede contro le tendenze laicizzatrici e liberali delle nazioni europee (l'ordine esercitò un grande influsso sui movimenti cristiano-sociali sorti in questo periodo con intento contestativo nei riguardi del liberalismo politico ed economico) e delle ideologie "moderniste" (furono tra i principali difensori del Sillabo di papa Pio IX) e favorirono notevolmente il processo di centralizzazione delle strutture ecclesiastiche culminato con il concilio Vaticano I e la proclamazione del dogma dell'infallibilità papale. Nel campo teologico e filosofico i gesuiti promossero la rinascita del tomismo, culminata nel 1879 con la pubblicazione dell'enciclica Aeterni Patris di papa Leone XIII.
Lungo tutto il secolo i gesuiti furono a più riprese espulsi da numerosi stati: prima dalla Russia, poi dalla Spagna e dal regno di Napoli, quindi dalla Francia e dal Portogallo; l'ordine fu espulso dalla Svizzera nel 1847, a seguito della guerra del Sonderbund, e solo nel 1973 una consultazione popolare consentì la presenza dei religiosi della Compagnia nel territorio elvetico; in Germania i gesuiti furono espulsi a causa del Kulturkampf e solo nel 1917 fu abrogata la legge che proibiva la presenza della Compagnia nel paese.
I gesuiti dovettero affrontare polemiche particolarmente vive in Italia, dove i rapporti tra Chiesa e Stato erano complicati dalla questione romana e la Compagnia era accusata di essere uno dei principali ostacoli alla realizzazione dell'unità nazionale (è in questo contesto va inquadrata una delle maggiori opere di Vincenzo Gioberti, Il gesuita moderno).
Sotto i governi di Włodzimierz Ledóchowski, preposito generale dal 1915 al 1942, e di Jean-Baptiste Janssens, che resse la Compagnia tra il 1946 e il 1964, il numero dei gesuiti crebbe sino a raggiungere la cifra più elevata.
Particolarmente significativo fu il generalato di Pedro Arrupe (1965-1983), che resse l'ordine negli anni che seguirono la celebrazione del Concilio Vaticano II: sotto il suo governo il numero dei membri della Compagnia calò significativamente, ma nell'ordine crebbe la consapevolezza del legame inscindibile tra l'annuncio della fede e l'impegno per la giustizia sociale e fu avviato un processo di rinnovamento di metodi e di dottrine nell'ambito educativo e missionario (anche se l'interpretazione e l'attuazione di questi principi causarono forti tensioni).
Nel 1981 un ictus costrinse Arrupe a dimettersi (morì nel 1991) e, in deroga alle costituzioni (che prevedevano che la guida dell'ordine passasse al vicario generale), papa Giovanni Paolo II nominò un delegato pontificio, Paolo Dezza, e solo nel 1983 fu convocata la XXXIII congregazione generale che elesse preposito l'olandese Peter Hans Kolvenbach (dimessosi nel 2008, al raggiungimento del suo ottantesimo anno di età).

## La spiritualità dell'ordine

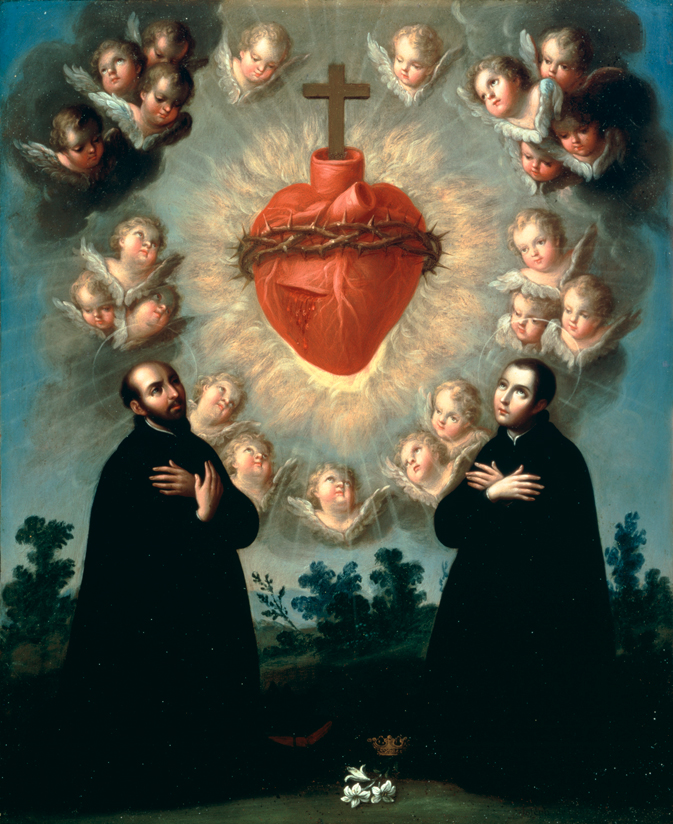
I santi gesuiti Ignazio e Luigi Gonzaga adorano il Sacro Cuore di Gesù

La spiritualità della Compagnia si fonda sugli Esercizi spirituali ignaziani. Gli elementi fondamentali degli Esercizi sono la contemplazione della vita di Gesù, l'accoglimento della chiamata alla sequela di Cristo fattosi servo per noi, lo sforzo ad assomigliare sempre più a Gesù nella vocazione personale al servizio della Chiesa. Secondo gli Esercizi l'imitazione di Gesù implica l'assoluta povertà (solo i collegi erano autorizzati ad avere rendite fisse), l'abbandono alla volontà di Dio (manifestato nell'assoluta obbedienza ai superiori perinde ac cadaver, ovvero come un cadavere), l'umiltà, la sopportazione paziente di umiliazioni e offese, della croce e delle persecuzioni.
In reazione alla diffusione del giansenismo, che negava il valore di ogni devozione e proponeva un regime di vita spirituale rigoroso, arcigno e arido, i gesuiti si fecero propagatori della calda e confortante devozione al Sacro Cuore di Gesù, che poneva l'accento sulla centralità dell'amore di Dio come chiave della storia della salvezza.
Fu il gesuita Claudio de La Colombière, direttore spirituale delle monache della Visitazione di Paray-le-Monial, a diffondere della pratica dei primi nove venerdì del mese, ispirata, secondo la tradizione, da Gesù stesso alla visitandina Margherita Maria Alacoque. Nella visione di Gesù che Margherita Maria affermò di aver ricevuto il 2 luglio 1688, infatti, il Cristo avrebbe indicato i gesuiti come speciali propagatori della devozione al suo cuore e avrebbe chiamato La Colombière "servo fedele e perfetto amico".
In stretta connessione alla devozione al Sacro Cuore, a opera del gesuita François-Xavier Gautrelet, nel 1844 nacque in Francia l'Apostolato della preghiera, i cui aderenti si impegnano a offrire giornalmente preghiere e azioni al Sacro Cuore in spirito di riparazione dei peccati dell'umanità. Il gesuita Henri Ramière fondò il periodico Messaggero del Sacro Cuore, che nel 1912 veniva pubblicato in ventisei lingue diverse.
Gli Esercizi e la devozione al Sacro Cuore dimostrano il carattere cristocentrico della spiritualità gesuita.
Numerosi appartenenti all'ordine sono stati elevati agli onori dell'altare: il fondatore, Pietro Favre, i missionari Francesco Saverio e Pietro Claver, i teologi Pietro Canisio e Roberto Bellarmino, i giovani scolastici Luigi Gonzaga, Stanislao Kostka e Giovanni Berchmans, il superiore Francesco Borgia, il provinciale e principale restauratore della Compagnia Giuseppe Pignatelli, i predicatori Giovanni Francesco Régis, Bernardino Realino e Francesco De Geronimo, i martiri Paolo Miki e Giovanni de Brébeuf.

## L'arte dell'ordine
Nel caso dell'architettura gesuitica ci si riferisce a quegli edifici religiosi realizzati su proposta o per conto della Compagnia, o che derivarono da quei modelli manifestanti la concretizzazione delle istanze religiose e artistiche dell'ordine.
Se è improprio parlare di uno stile gesuitico, quello che emerse fu la necessità di definire alcune regole, alcuni principi riguardanti la disposizione planimetrica delle strutture religiose, che sfociarono in alcuni schemi, dapprima riferiti alle chiese romane, e poi applicati in tutta la penisola e all'estero.
Il campione originale dell'architettura gesuitica fu la chiesa del Gesù, costruita a Roma tra il 1568 e il 1575, sotto la direzione dell'architetto Jacopo Barozzi da Vignola. L'opera si caratterizzò per la fusione dell'impianto centrale, di concezione rinascimentale, con l'impianto longitudinale, peculiare del Medioevo. La riesumazione della croce latina a scapito dello schema classico, improntata da una mastodontica navata centrale, completata da cappelle laterali inserite al posto delle navate minori, e soverchiata da una grande cupola, consentiva a un grande numero di praticanti di partecipare alle funzioni, di vedere, ma soprattutto di sentire l'oratore, scopo fondamentale della missione gesuitica. Ma pure la facciata, progettata da Giacomo Della Porta su due piani, dei quali il secondo si estendeva solo quanto la navata centrale, diventò un modello imitato in tutto il mondo per almeno due secoli.
Tra le chiese ispiratesi all'architettura gesuitica, si possono ricordare quella di Val-de-Grace a Parigi e quella di San Carlo ad Anversa.
Si può parlare anche di teatro dei Gesuiti, in riferimento all'attività scenica, prettamente moralistica, realizzata nelle scuole e nei collegi italiani, francesi, tedeschi, austriaci, polacchi, spagnoli, e centrosudamericani.
Questa attività teatrale, che si sviluppò dalla metà del Cinquecento, consistette, inizialmente di drammi religiosi, in latino, recitati sotto la direzione di un padre istruttore, e successivamente, dall'inizio del Seicento, anche di drammi comici e pastorali, impreziositi da danze e allestimenti spettacolari.
Il Teatro dei Gesuiti raggiunse la massima diffusione in Francia e persino quando la Compagna fu repressa, congregazioni religiose proseguirono l'attività teatrale dei Gesuiti. Basti pensare che Esther e Atalia di Racine furono scritte su richiesta di Madame de Maintenon proprio per le educande di Saint-Cyr e da loro recitate per la prima volta.
Tra gli autori gesuiti più significativi si possono ricordare Simon Maria Poggi e Giovanni Granelli.

## L'organizzazione dell'ordine
La Compagnia di Gesù appartiene al numero degli ordini di chierici regolari, sorti nel corso del XVI secolo e utilizzati dalla Chiesa per contrastare la diffusione del protestantesimo e diffondere i dettami del Concilio di Trento, caratterizzati dall'unione di vita religiosa e impegno apostolico.
La struttura dell'ordine è stabilita dalla Formula instituti, codificata e ampliata da Ignazio nelle Costituzioni della Compagnia, redatte insieme al suo segretario Juan de Polanco tra il 1547 e il 1550, ulteriormente modificate in base ai suggerimenti dei religiosi professi e promulgate nel 1553: il testo, approvato nel 1606 da papa Paolo V con la bolla Quantum religio, è rimasto sostanzialmente immutato fino alla XXXI congregazione generale dell'ordine (1965-1966).

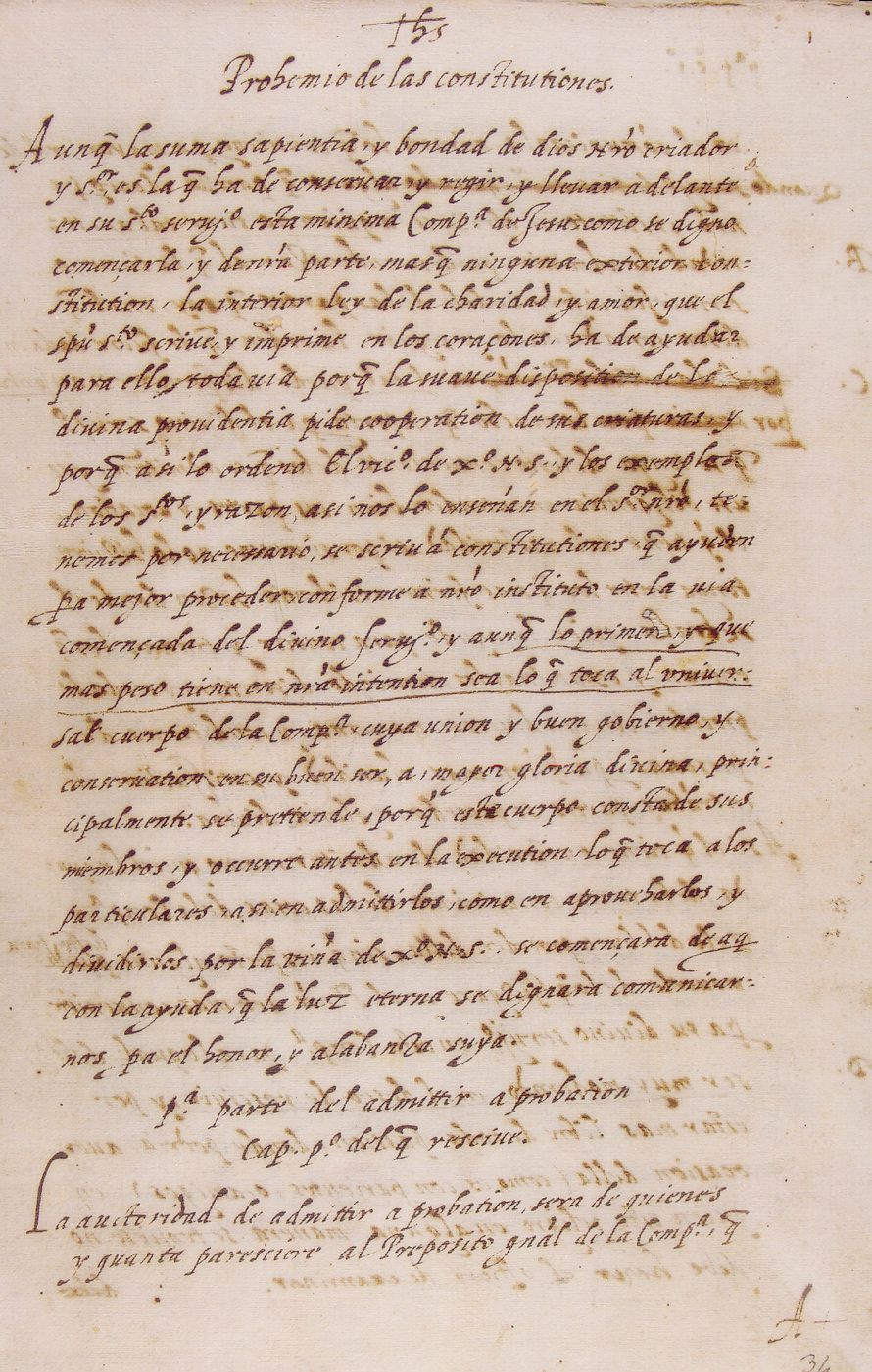
Il preambolo delle Costituzioni della Compagnia di Gesù in un manoscritto del fondatore

Le costituzioni ignaziane (frutto della riflessione sull'esperienza religiosa del fondatore e dei suoi primi compagni) non sono solo un codice legislativo, ma uniscono agli elementi giuridici anche aspetti spirituali e ascetici e non possono essere comprese prescindendo dagli Esercizi spirituali.
La caratteristica impressa maggiormente da Ignazio all'ordine è l'universalità dell'apostolato per quanto concerne il territorio, i compiti e i mezzi. L'altro elemento essenziale è la speciale obbedienza al papa, che trova compiuta espressione in un quarto voto aggiunto ai consueti tre comuni a tutti i religiosi (povertà, obbedienza e castità).

### L'aspetto innovativo
Nelle sue Costituzioni, Ignazio annullò i quattro aspetti fondamentali dell'organizzazione monastica: la residenza per tutta la vita in una medesima comunità (stabilitas loci), le decisioni prese a maggioranza da tutti i membri della comunità riuniti in capitolo, l'elezione del proprio superiore da parte di ogni singola comunità, la recita corale dell'ufficio divino.

### I gradi di appartenenza

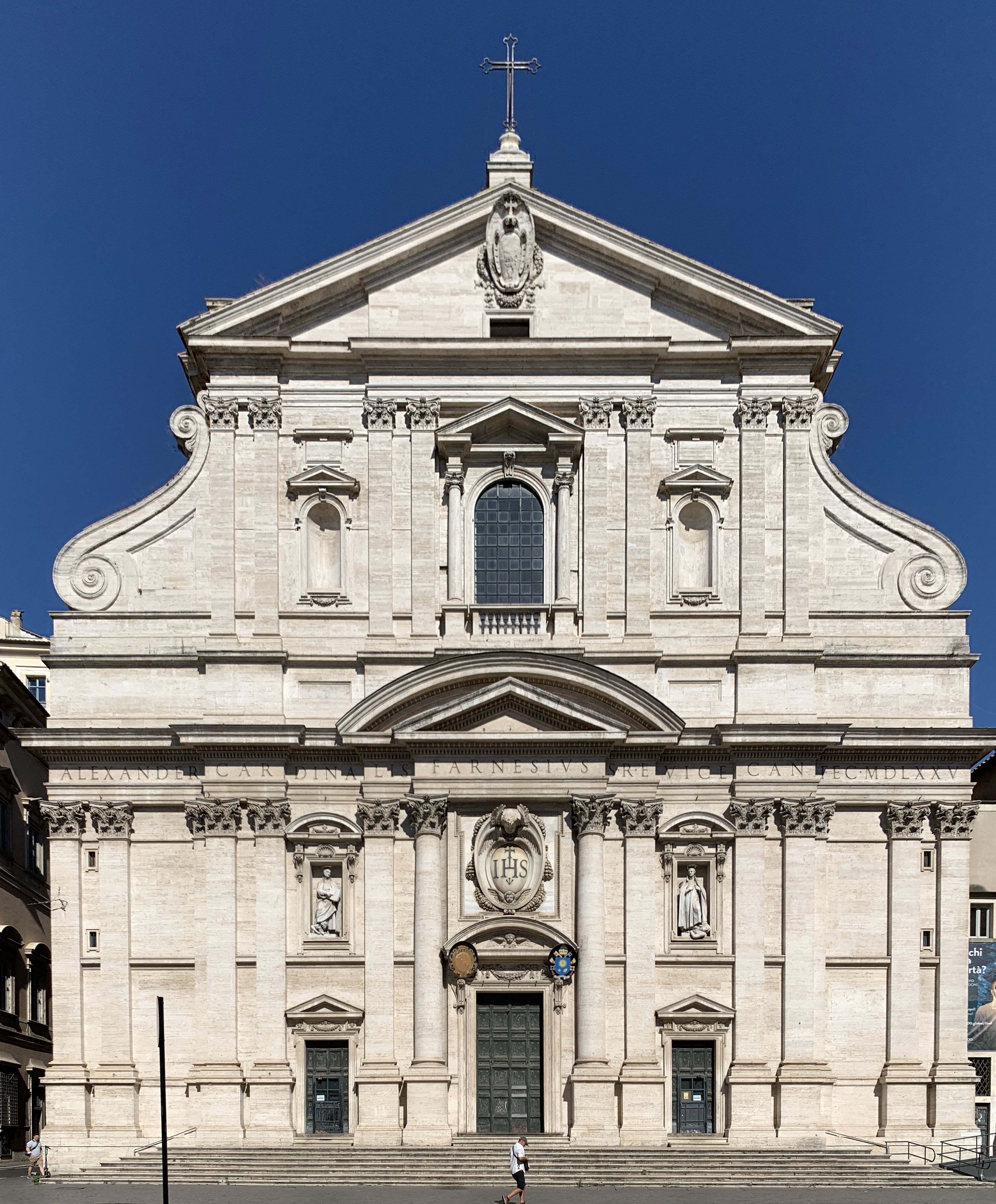
La chiesa del Santissimo Nome di Gesù (o del Gesù) a Roma, sede principale dell'ordine

Vi sono diversi gradi di appartenenza all'ordine: dopo due anni di noviziato (o prima probazione), i gesuiti in formazione, detti scolastici, pronunciano i primi voti, semplici e perpetui, che possono essere sciolti dai prepositi provinciali (dopo i primi voti, gli scolastici si dicono "approvati"); compiuto un triennio di studi filosofici e uno di studi teologici, inframezzati da una seconda probazione nelle case professe o nei collegi, lo scolastico approvato viene ordinato sacerdote.
Al periodo di formazione segue un ulteriore anno di noviziato (terza probazione) al termine del quale, dopo aver trascorso almeno dieci anni nella Compagnia, il candidato viene ammesso per fare la professione in forma solenne dei tre voti (detti finali) di povertà, obbedienza e castità (comuni a tutti i religiosi), di un quarto voto solenne (specifico della Compagnia) di speciale obbedienza circa missiones al papa e di cinque altri voti semplici (non cambiare la legislazione della Compagnia se non per renderla più rigida, non cercare posizioni di autorità nella Compagnia, non cercare prelature nella Chiesa, denunciare ai superiori i colpevoli di queste azioni, ascoltare i consigli della Compagnia in caso di innalzamento all'episcopato). Dopo questi voti, il gesuita si dice professo.
Ai professi sono riservate tutte le alte cariche dell'ordine.
Oltre ai novizi, agli scolastici e ai professi, esistono i coadiutori, che emettono i voti finali di povertà, obbedienza e castità in forma semplice e non emettono il quarto voto: i coadiutori si distinguono in spirituali (che accedono al sacerdozio) e temporali (laici). In origine i coadiutori spirituali erano destinati a quei ministeri che richiedevano la stabilitas loci, mentre i professi dovevano essere "apostoli itineranti", ma oggi la distinzione tra le due classi è piuttosto relativa.
I coadiutori temporali non accedono al sacerdozio e si occupano delle necessità pratiche delle loro comunità (cucina, contabilità): tra i coadiutori temporali spicca la figura di Alfonso Rodríguez.

### Il governo dell'ordine

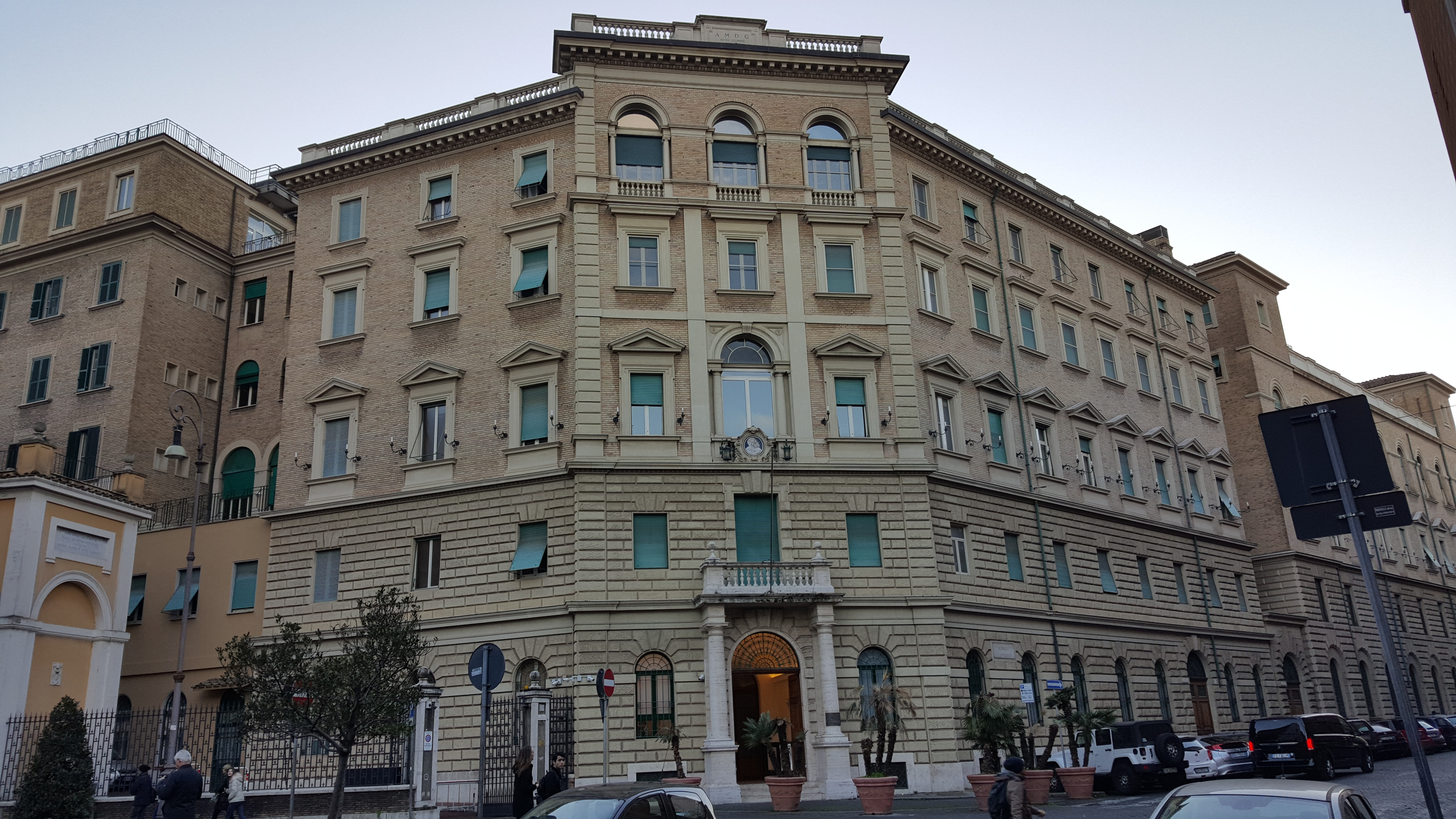
Casa generalizia della Compagnia di Gesù a Roma, Borgo Santo Spirito

Al vertice della struttura dell'ordine Ignazio pose la congregazione generale, un'assemblea composta dai prepositi provinciali e da due padri professi delegati da ogni provincia; la congregazione generale non si riunisce a intervalli regolari, ma viene convocata solo in caso di morte del preposito generale, o per ordine del papa, o per volere del preposito generale, o per decisione della congregazione dei procuratori, eletta con mandato triennale dalle province.
La massima autorità della Compagnia di Gesù è il preposito generale (detto popolarmente "papa nero"), eletto a vita dalla congregazione generale. La sua autorità è subordinata a quella della congregazione generale, della quale è tenuto ad applicare i decreti. Il generale è assistito da dieci assistenti, nominati dalla congregazione generale: a ogni assistente fa riferimento un'"assistenza", cioè un gruppo di province raggruppate per lingua o nazionalità.
Quella del preposito è l'unica carica elettiva: egli nomina i prepositi provinciali, che nominano a loro volta quelli delle comunità locali.
La Compagnia di Gesù non comprende un terz'ordine né un ramo femminile. Benché nel 1545 Ignazio avesse accettato, su pressioni di Paolo III, la possibilità di istituire un ramo femminile della Compagnia, nel 1549 i gesuiti furono dispensati dall'obbligo di assistere spiritualmente le religiose (forse, Ignazio temeva che dover fornire cappellani fissi e governare i monasteri femminili avrebbe distolto i religiosi dalla loro missione apostolica); tuttavia, nel 1554, caso unico nella storia dell'ordine, a Giovanna d'Asburgo, figlia di Carlo V, fu consentito di emettere segretamente i voti degli scolastici con il nome di Mateo Sánchez.

## Attività

### Scopi
Lo scopo della Compagnia di Gesù è la difesa e la propagazione della fede, lavorare per il progresso spirituale dei fedeli mediante tutte le forme del ministero della parola (esercizi spirituali, sacramenti) e l'assistenza ai bisognosi (soprattutto in ospedali e carceri).
I gesuiti sono impegnati nell'istruzione e nella ricerca scientifica, nella formazione dei sacerdoti, nella catechesi per gli adulti, nell'apostolato verso il mondo giovanile e le comunità di vita cristiana, nei mass media, nell'assistenza spirituale a categorie svantaggiate (profughi, persone emarginate).
La loro forma preferita di attività sono le case per esercizi spirituali: gli esercizi vengono generalmente dati a gruppi omogenei di persone per tre o otto giorni (anche meno, secondo le necessità). È tuttavia possibile compiere l'intero ciclo mensile.
Il principale centro di studio diretto dai gesuiti è la Pontificia Università Gregoriana, fondata nel 1553 a Roma da Ignazio di Loyola e Francesco Borgia con il nome di Collegio Romano, eretta in università da papa Paolo IV nel 1556 e restaurata da papa Leone XII nel 1824; a essa nel 1924 papa Pio XI ha consociato il Pontificio Istituto Biblico, fondato da papa Pio X nel 1909, e il Pontificio Istituto Orientale, fondato da papa Benedetto XV nel 1917.
L'ordine pubblica numerose riviste come Gregorianum, Analecta Bollandiana e Archivum Historicum Societatis Iesu, semestrale fondato nel 1932 che pubblica articoli di ricerca storica, documenti inediti, recensioni, bibliografie. Tra gli altri periodici nati per iniziativa della Compagnia: La Civiltà Cattolica, Etudes, Recherches de science religieuse, Revue d'ascétique et de mystique, Stimmen der Zeit, Letture, Popoli, Aggiornamenti sociali, Messaggio del Sacro Cuore.
Nel loro apostolato missionario viene data sempre maggiore importanza al tentativo di incarnare nelle diverse culture l'annuncio del messaggio di Gesù (inculturazione).

### Contributi alla scienza
Numerosi sono stati i contributi apportati da gesuiti, singolarmente o in gruppi, allo sviluppo delle scienze, teoriche e applicate, dal tempo dell'istituzione dell'Ordine. Essi contribuirono allo sviluppo degli orologi a pendolo, dei pantografi, dei barometri, dei telescopi e dei microscopi a riflessione. Fornirono inoltre contributi significativi nei campi del magnetismo, dell'ottica e della elettrologia. Furono tra i primi a osservare le fasce colorate della superficie del pianeta Giove, la nebulosa di Andromeda e gli anelli di Saturno. Esposero teorie sull'origine delle maree e sulla corrispondente influenza sulle stesse da parte della luna e sulla propagazione ondosa della luce. A essi è dovuta l'introduzione dei segni + e - nella matematica, la tecnica di controllo dei flussi del Po e dell'Adige, la realizzazione di mappe stellari dell'emisfero australe. Georges Lemaître ideò il concetto di Big Bang in astrofisica.

## Statistiche
Nel corso dei secoli, a causa delle alterne vicende dell'ordine, il numero dei gesuiti è variato notevolmente. Nella seguente tabella, accanto all'anno di riferimento, è indicato il numero totale dei membri della Compagnia e di seguito, eventualmente, la ripartizione tra sacerdoti, scolastici e religiosi laici.
| anno | membri | scolastici | sacerdoti | religiosi laici |
| ---- | ------ | ---------- | --------- | --------------- |
| 1579 | 5.165  |            |           |                 |
| 1626 | 15.544 |            |           |                 |
| 1749 | 22.589 |            | 11.293    |                 |
| 1830 | 2.137  | 777        | 727       | 633             |
| 1850 | 4.600  | 1.088      | 2.230     | 1.282           |
| 1875 | 9.385  | 2.526      | 4.297     | 2.562           |
| 1900 | 15.073 | 4.603      | 6.526     | 3.944           |
| 1925 | 19.176 | 5.785      | 9.159     | 4.259           |
| 1950 | 30.579 | 10.013     | 15.162    | 5.404           |
| 1960 | 34.687 | 10.378     | 18.508    | 5.801           |
| 1965 | 36.038 | 9.865      | 20.301    | 5.872           |
| 1970 | 32.898 | 6.528      | 21.113    | 5.527           |
| 1974 | 29.436 | 4.032      | 20.822    | 4.582           |

Negli ultimi anni si assiste a un notevole e costante ridimensionamento dell'ordine. La seguente tabella dà un quadro dell'andamento dei membri della Compagnia di Gesù negli ultimi anni.
| anno | membri | scolastici | sacerdoti | religiosi laici |
| ---- | ------ | ---------- | --------- | --------------- |
| 1980 | 27.053 | 3.270      | 19.882    | 3.901           |
| 1985 | 25.549 | 3.684      | 18.455    | 3.410           |
| 1990 | 24.421 | 4.152      | 17.219    | 3.050           |
| 1995 | 22.869 | 4.172      | 22.869    | 2.654           |
| 2000 | 21.345 | 4.023      | 15.020    | 2.311           |
| 2005 | 19.850 | 3.930      | 13.966    | 1.954           |
| 2010 | 18.247 | 3.699      | 12.923    | 1.625           |
| 2011 | 17.906 | 3.617      | 12.737    | 1.552           |
| 2012 | 17.624 | 3.629      | 12.525    | 1.470           |
| 2013 | 17.287 | 3.589      | 12.298    | 1.400           |
| 2022 | 14.439 | 2.587      | 10.432    | 837             |

Al 1º gennaio 2022, l'ordine contava 14 439 gesuiti nel mondo. Erano così ripartiti: 583 novizi, 2 587 scolastici, 837 fratelli e 10 432 sacerdoti.
Uno studio del Center for Applied Research in the Apostolate (CARA) ha evidenziato che nell'ultimo secolo il loro numero ha subito grandi modifiche, passando dai 16.295 del 1910, al livello massimo raggiunto nel 1965 (36.038), per poi scendere ai 18.266 registrati nel 2010: un dimezzamento avvenuto in 45 anni.
La Compagnia di Gesù rimane l'istituto religioso con il più alto numero di membri (15.306), seguito dalla Società salesiana di San Giovanni Bosco (14.767), dall'Ordine dei frati minori (12.726) e dall'Ordine dei frati minori cappuccini (10.349).